# Lista de episódios de Adventure Time
Essa é uma lista de episódios da série de animação americana Adventure Time, criada por Pendleton Ward e exibida pela Cartoon Network nos Estados Unidos e pela suas subsidiárias regionais Cartoon Network Portugal e Cartoon Network Brasil nos respectivos países.
Nota: A partir da 7.ª temporada a ordem de episódio mostrados aqui é a que está no site do Cartoon Network dos Estados Unidos e não a ordem original feita pelo Adam Muto.

## Resumo
| Temporada | Temporada | Episódios                      | Exibição original      | Exibição original       | Exibição no Brasil     | Exibição no Brasil     | Exibição em Portugal  | Exibição em Portugal   |
| Temporada | Temporada | Episódios                      | Estreia                | Final                   | Estreia                | Final                  | Estreia               | Final                  |
| --------- | --------- | ------------------------------ | ---------------------- | ----------------------- | ---------------------- | ---------------------- | --------------------- | ---------------------- |
|           | Piloto    | Piloto                         | 11 de janeiro de 2007  | 11 de janeiro de 2007   | 7 de julho de 2008     | 7 de julho de 2008     | 19 de maio de 2008    | 19 de maio de 2008     |
|           | 1         | 26                             | 5 de abril de 2010     | 27 de setembro de 2010  | 8 de agosto de 2010    | 29 de outubro de 2010  | 3 de dezembro de 2013 | por anunciar           |
|           | 2         | 26                             | 11 de outubro de 2010  | 9 de maio de 2011       | 11 de setembro de 2011 | 19 de março de 2012    | por anunciar          | por anunciar           |
|           | 3         | 26 (1 Especial)                | 11 de julho de 2011    | 13 de fevereiro de 2012 | 26 de março de 2012    | 29 de agosto de 2013   | por anunciar          | por anunciar           |
|           | 4         | 26                             | 2 de abril de 2012     | 22 de outubro de 2012   | 3 de setembro de 2012  | 8 de agosto de 2013    | por anunciar          | por anunciar           |
|           | 5         | 52 (1 Especial)                | 12 de novembro de 2012 | 17 de março de 2014     | 8 de julho de 2013     | 15 de agosto de 2014   | por anunciar          | por anunciar           |
|           | 6         | 43                             | 21 de abril de 2014    | 5 de junho de 2015      | 4 de agosto de 2014    | 8 de setembro de 2015  | 30 de maio de 2015    | 22 de novembro de 2015 |
|           | 7         | 26 (1 Minissérie + 1 Especial) | 2 de novembro de 2015  | 19 de março de 2016     | 4 de janeiro de 2016   | 25 de julho de 2016    | 19 de março de 2016   | 15 de outubro de 2016  |
|           | 8         | 27 (1 Minissérie)              | 26 de março de 2016    | 2 de fevereiro de 2017  | 1 de agosto de 2016    | 10 de março de 2018    | 3 de junho de 2017    | 22 de julho de 2017    |
|           | 9         | 14 (1 Minissérie)              | 21 de abril de 2017    | 21 de julho de 2017     | 6 de novembro de 2017  | 1 de maio de 2018      | 16 de outubro de 2017 | 11 de novembro de 2017 |
|           | 10        | 16 (1 Especial)                | 17 de setembro de 2017 | 3 de setembro de 2018   | 5 de março de 2018     | 23 de setembro de 2018 | 8 de abril de 2019    | 13 de abril de 2019    |
|           | Curtas    | 10                             | 10 de julho de 2012    | 2 de setembro de 2016   | 19 de agosto de 2016   | 1 de fevereiro de 2018 | 8 de janeiro de 2016  | 22 de junho de 2018    |
|           | Especial  | 1                              | 20 de julho de 2018    | 20 de julho de 2018     | 25 de agosto de 2018   | 25 de agosto de 2018   | 11 de agosto de 2018  | 11 de agosto de 2018   |

## Episódios

### Piloto (2007)
| Episódio (piloto)                                                                                           | Episódio (temp.) | Título                              | Dirigido por                                     | Escrito e storyboards por | Exibição original     |
| --- | ---------------- | ----------------------------------- | ------------------------------------------------ | ------------------------- | --------------------- |
| 0 | 1                | "Hora de Aventura" "Adventure Time" | Larry Leichliter, Hugo Morales, & Pendleton Ward | Pendleton Ward            | 11 de janeiro de 2007 |
| Pen e Jake tentam salvar a Princesa Jujuba (BR)/Princesa Chiclete (PT) do Rei Gelado (BR)/Rei do Gelo (PT). |                  |                                     |                                                  |                           |                       |

### 1.ª Temporada (EUA/Brasil: 2010): Arco Finn e Jake
Nota: Alguns dos primeiros episódios dessa temporada receberam a classificação indicativa: Livre para Todos os Públicos, mas a maioria deles recebeu a classificação indicativa: Não Recomendado para Menores de 10 Anos devido a violência.
| Episódio (série) | Episódio (temp.) | Título | Dirigido por     | Storyboards por                             | Exibição original                            | Código de produção | Audiência (em milhões) |
| --- | ---------------- | --- | ---------------- | ------------------------------------------- | -------------------------------------------- | ------------------ | ---------------------- |
| 1 | 1                | "Pânico na Festa do Pijama" "Slumber Party Panic"                                                             | Larry Leichliter | Elizabeth Ito & Adam Muto                   | 5 de abril de 2010 8 de agosto de 2010       | 692-009            | 2,50                   |
| A princesa Jujuba/Princesa Chiclete tenta ressuscitar os mortos do povo doce mas acaba transformando-os em zumbis e Finn deve distrair o povo doce enquanto ela cria um antídoto. |                  | |                  |                                             |                                              |                    |                        |
| 2 | 2                | "Problemas na Terra do Caroço" "Trouble in Lumpy Space"                                                       | Larry Leichliter | Elizabeth Ito & Adam Muto                   | 5 de abril de 2010 8 de agosto de 2010       | 692-015            | 2,50                   |
| Finn deve viajar à Terra do Caroço para encontrar a cura para Jake, que foi acidentalmente mordido pela Princesa Caroço/Princesa da Terra do Caroço e está se tornando um "encaroçado". |                  | |                  |                                             |                                              |                    |                        |
| 3 | 3                | "Prisioneiras do Amor" "Prisoners of Love"                                                                    | Larry Leichliter | Adam Muto & Pendleton Ward                  | 12 de abril de 2010 22 de agosto de 2010     | 692-005            | 1,85                   |
| Finn e Jake fingem que se divertem no Reino Gelado/Reino do Gelo junto com as princesas sequestradas pelo Rei Gelado/Rei do Gelo, para escapar do mesmo. |                  | |                  |                                             |                                              |                    |                        |
| 4 | 4                | "Dona Tromba (BR) Trombina (PT)" "Tree Trunks"                                                                | Larry Leichliter | Sean Jimenez & Bert Youn                    | 12 de abril de 2010 22 de agosto de 2010     | 692-016            | 1,85                   |
| Finn e Jake se juntam à Dona Tromba/Trombina a procura da Maçã da Gema de Cristal/Maçã de Cristal, mas se perguntam se ela tem o que é preciso para ser uma aventureira. |                  | |                  |                                             |                                              |                    |                        |
| 5 | 5                | "O Enquirídio!" "The Enchiridion!"                                                                            | Larry Leichliter | Patrick McHale, Adam Muto, & Pendleton Ward | 21 de abril de 2010 15 de agosto de 2010     | 692-001            | 2,10                   |
| Finn e Jake saem em busca do livro mágico Enquirídio (apesar de não ter muitas citações do Enquirídio na série, ele explicitamente importante como mostrado mais tarde no episódio O Lich) e provar que são heróis justos e de bom coração. Nota: por reclamações da Cartoon Network sobre o card de abertura, sobre Finn abrindo o corpo de Jake, o card foi alterado 4 vezes, até chegar no card de Finn apontando um pão pra Jake sorrindo. Nota 2: Esse é o primeiro episódio de Hora de Aventura a mostrar sangue na tela por 1 segundo quando Finn derrota uma Fera Coração. |                  | |                  |                                             |                                              |                    |                        |
| 6 | 6                | "Zigue-Zague (BR) O Sempre-Em-Pé (PT)" "The Jiggler"                                                          | Larry Leichliter | Luther McLaurin & Armen Mirzaian            | 21 de abril de 2010 15 de agosto de 2010     | 692-011            | 2,10                   |
| Finn e Jake encontram uma criatura que eles batizam de Zigue-zague/Sempre-Em-Pé e decidem levá-la para a Casa na Árvore/Forte na Árvore. Mas a criatura acaba ficando doente e eles decidem levá-lo para sua mãe. |                  | |                  |                                             |                                              |                    |                        |
| 7 | 7                | "Ricardio, o Coração (BR) Ricardio, o Rapaz Coração (PT)" "Ricardio the Heart Guy"                            | Larry Leichliter | Sean Jimenez & Bert Youn                    | 21 de abril de 2010 15 de agosto de 2010     | 692-007            | 1,91                   |
| Finn conhece Ricardio, o coração do Rei Gelado/Rei do Gelo, e fica com ciúmes por ele dar em cima da Princesa Jujuba/Chiclete, mas mal sabia ele de suas reais intenções. |                  | |                  |                                             |                                              |                    |                        |
| 8 | 8                | "Hora de Negócios (BR) Fazer Negócio (PT)" "Business Time"                                                    | Larry Leichliter | Luther McLaurin & Armen Mirzaian            | 21 de abril de 2010 15 de agosto de 2010     | 692-014            | 1,91                   |
| Finn e Jake estavam procurando icebergs para descongelar e pegar os objetos congelados neles. Num destes icebergs eles encontram um monte de executivos malucos que começam a trabalhar para os dois. |                  | |                  |                                             |                                              |                    |                        |
| 9 | 9                | "Minhas Duas Pessoas Prediletas (BR) As Minhas Duas Pessoas Preferidas (PT)" "My Two Favorite People"         | Larry Leichliter | Kent Osborne & Pendleton Ward               | 3 de maio de 2010 5 de setembro de 2010      | 692-004            | 1,65                   |
| Jake começa a ficar chateado pois sente falta de Lady Íris/Lady Iriscórnio quando está com Finn, mas sente falta de Finn quando está com Lady Íris. Então decide uni-los, mas começa a ter ciúmes por causa do jeito que Finn e Lady se dão bem. Nota: nos Estados Unidos esse episódio ganhou um dvd em duas versões (com 12 episódios e um com 16 episódios) |                  | |                  |                                             |                                              |                    |                        |
| 10 | 10               | "Memórias da Montanha Boom Boom (BR) Memórias da Montanha Bum Bum (PT)" "Memories of Boom Boom Mountain"      | Larry Leichliter | Sean Jimenez & Bert Youn                    | 3 de maio de 2010 5 de setembro de 2010      | 692-010            | 1,65                   |
| Finn reflete sobre uma experiência desconcertante em seu passado e sobre a promessa que fez de ajudar a todos que precisam, mas isso se torna mais difícil do que ele imaginava. |                  | |                  |                                             |                                              |                    |                        |
| 11 | 11               | "Bruxo (BR) Feiticeiro (PT)" "Wizard"                                                                         | Larry Leichliter | Pete Browngardt, Adam Muto, & Bert Youn     | 10 de maio de 2010 12 de setembro de 2010    | 692-020            | 1,82                   |
| Finn e Jake começam a fazer um treinamento de bruxo estimulados por um homem esqueleto, mas no fim são levados a ajudar a parar um asteroide que está vindo há muitos anos. Nota: Na cena em que Finn e os Bruxos estão pelados na original seriam Castores cobrindo as partes íntimas, mas Castores em inglês é uma gíria de relação sexual então mudaram pra placas de madeira. |                  | |                  |                                             |                                              |                    |                        |
| 12 | 12               | "Despejados!" "Evicted!"                                                                                      | Larry Leichliter | Sean Jimenez & Bert Youn                    | 17 de maio de 2010 12 de setembro de 2010    | 692-003            | 1,88                   |
| Após Jake amedrontar o Finn com uma história sobre vampiros, eles conhecem Marceline, a Rainha dos Vampiros. Marceline diz que a casa era dela mostrando um M na parede e expulsa Finn e Jake. |                  | |                  |                                             |                                              |                    |                        |
| 13 | 13               | "Cidade dos Ladrões" "City of Thieves"                                                                        | Larry Leichliter | Sean Jimenez & Bert Youn                    | 24 de maio de 2010 19 de setembro de 2010    | 692-012            | 1,83                   |
| Finn e Jake entram numa cidade onde só tem ladrões para ajudar uma menininha a achar sua cesta de flores. Dizem que qualquer pessoa que entrar nesta cidade sai de lá como um ladrão. |                  | |                  |                                             |                                              |                    |                        |
| 14 | 14               | "O Jardim da Bruxa" "The Witch's Garden"                                                                      | Larry Leichliter | Adam Muto, Kent Osborne, & Niki Yang        | 7 de junho de 2010 19 de setembro de 2010    | 692-022            | 1,81                   |
| Jake perde a vontade de se aventurar depois que uma bruxa tirou seus poderes. Então Finn tenta desesperadamente encontrar uma nova poça de lama mágica para que seu amigo tenha seus poderes de volta. |                  | |                  |                                             |                                              |                    |                        |
| 15 | 15               | "O Que é Vida?(BR) O Que É a Vida? (PT)" "What is Life"                                                       | Larry Leichliter | Luther McLaurin & Armen Mirzaian            | 14 de junho de 2010 26 de setembro de 2010   | 692-017            | 1,64                   |
| Finn constrói Rojetor/RALI (Robot Atirador Lança-Tartes Infinitas), um robô de jogar tortas infinitas para ser melhor que Jake nas pegadinhas/partidas. Mas para isso terá de ir ao Castelo do Rei Gelado/Rei do Gelo e coletar energia para seu robô funcionar. |                  | |                  |                                             |                                              |                    |                        |
| 16 | 16               | "Oceanos de Medo (BR) Oceano de Medo (PT)" "Ocean of Fear"                                                    | Larry Leichliter | J. G. Quintel & Cole Sanchez                | 21 de junho de 2010 26 de setembro de 2010   | 692-025            | 2,00                   |
| Finn mostra que tem medo do oceano e pede a Jake para ajudá-lo. |                  | |                  |                                             |                                              |                    |                        |
| 17 | 17               | "Quando os Sinos do Casamento Derretem (BR) Quando os Sinos Nupciais Derretem (PT)" "When Wedding Bells Thaw" | Larry Leichliter | Kent Osborne & Niki Yang                    | 28 de junho de 2010 3 de outubro de 2010     | 692-013            | 1,92                   |
| O Rei Gelado/Rei do Gelo resolve parar de capturar princesas e se casar de verdade com alguém que ama, então ele faz com que Finn e Jake deem uma despedida de solteiro. |                  | |                  |                                             |                                              |                    |                        |
| 18 | 18               | "Masmorra" "Dungeon"                                                                                          | Larry Leichliter | Elizabeth Ito & Adam Muto                   | 12 de julho de 2010 3 de outubro de 2010     | 692-023            | 2,48                   |
| Finn tenta provar a Jake que pode se virar sozinho, então ele entra dentro da masmorra do Olho de Cristal, criando muita confusão e precisando da ajuda de seu amigo. |                  | |                  |                                             |                                              |                    |                        |
| 19 | 19               | "O Duque" "The Duke"                                                                                          | Larry Leichliter | Elizabeth Ito & Adam Muto                   | 19 de julho de 2010 9 de outubro de 2010     | 692-019            | 1,84                   |
| Finn acidentalmente torna Princesa Jujuba/Chiclete verde e careca. Com medo de assumir seus erros, ele põe a culpa no Duque das Nozes. |                  | |                  |                                             |                                              |                    |                        |
| 20 | 20               | "Cidade das Aberrações (BR) A Cidade das Aberrações (PT)" "Freak City"                                        | Larry Leichliter | Tom Herpich & Pendleton Ward                | 26 de julho de 2010 9 de outubro de 2010     | 692-008            | 2,03                   |
| Finn e Jake encontram um estranho mágico que transforma Finn em um pé gigante. |                  | |                  |                                             |                                              |                    |                        |
| 21 | 21               | "Donny" "Donny"                                                                                               | Larry Leichliter | Adam Muto, Kent Osborne, & Niki Yang        | 9 de agosto de 2010 15 de outubro de 2010    | 692-018            | N/A                    |
| Finn e Jake, procurando por mais uma aventura, chegam a um vilarejo com pessoas casas. Lá, encontram Donny, uma criatura verde que aparentemente é malvada, mas eles a ajudam a superar isso. Mas no final falham. |                  | |                  |                                             |                                              |                    |                        |
| 22 | 22               | "Criado" "Henchman"                                                                                           | Larry Leichliter | Luther McLaurin & Cole Sanchez              | 23 de agosto de 2010 15 de outubro de 2010   | 692-021            | 2,17                   |
| Finn e Jake encontram Marceline maltratando um velho (inicialmente visto como o criado dela). Finn, sentindo pena do velho senhor, decide trocar de lugar com ele, tornando-se o novo criado de Marceline. |                  | |                  |                                             |                                              |                    |                        |
| 23 | 23               | "Sonho de Dia Chuvoso (BR) Sonho de Dia de Chuva (PT)" "Rainy Day Daydream"                                   | Larry Leichliter | Pendleton Ward                              | 6 de setembro de 2010 22 de outubro de 2010  | 692-002            | 2,17                   |
| Os meninos ficam presos em casa depois que começa uma chuva de canivetes, então Jake mostra a Finn o prazer de usar a imaginação, fazendo o descobrir que sua imaginação é poderosa e tudo que Jake imaginar acontece de verdade. |                  | |                  |                                             |                                              |                    |                        |
| 24 | 24               | "O Que Vocês Fizeram? (BR) O que é que Fizeste? (PT)" "What Have You Done?"                                   | Larry Leichliter | Elizabeth Ito & Adam Muto                   | 13 de setembro de 2010 22 de outubro de 2010 | 692-027            | 1,89                   |
| A Princesa Jujuba/Princesa Chiclete manda Finn e Jake capturarem o Rei Gelado/Rei do Gelo, mas não lhes dá nenhuma explicação sobre o porquê de estarem fazendo isso. Nota: Princesa Jujuba/Chiclete diz o porquê de prender ele para Finn e Jake após o mesmo soltarem ele. |                  | |                  |                                             |                                              |                    |                        |
| 25 | 25               | "O Herói Dele (BR) O Seu Herói (PT)" "His Hero"                                                               | Larry Leichliter | Adam Muto, Kent Osborne, & Niki Yang        | 20 de setembro de 2010 29 de outubro de 2010 | 692-026            | 1,83                   |
| O grande guerreiro Billy tenta convencer Finn e Jake a praticar a não-violência, mas a dupla acha difícil resistir aos velhos hábitos. |                  | |                  |                                             |                                              |                    |                        |
| 26 | 26               | "Mói Tripa (BR) O Come-Tripas (PT)" "Gut Grinder"                                                             | Larry Leichliter | Ako Castuera & Bert Youn                    | 27 de setembro de 2010 29 de outubro de 2010 | 692-024            | 1,77                   |
| Finn e Jake vão em busca do Mói Tripa/Come-Tripas, uma estranha criatura comedora de ouro parecida com Jake. |                  | |                  |                                             |                                              |                    |                        |

### 2.ª Temporada (EUA: 2010-2011; Brasil: 2011-2012): Arco Lich
Nota: A partir dessa temporada vários episódios começaram a receber a classificação indicativa: Não Recomendado para menores de 12 Anos devido a ter cenas perturbadoras e violentas. 
| Episódio (série) | Episódio (temp.) | Título                                                                                              | Dirigido por     | Storyboards por                   | Exibição original                             | Código de produção | Audiência (em milhões) |
| --- | ---------------- | --------------------------------------------------------------------------------------------------- | ---------------- | --------------------------------- | --------------------------------------------- | ------------------ | ---------------------- |
| 27 | 1                | "Veio da Noitosfera (BR) Veio da Notosfera (PT)" "It Came from the Nightosphere"                    | Larry Leichliter | Adam Muto & Rebecca Sugar         | 11 de outubro de 2010 25 de setembro de 2011  | 1002-029           | 2,001                  |
| Finn, após fazer um ritual, liberta o pai de Marceline da Noitosfera/Notosfera, mas acaba tendo de impedi-lo de roubar todas as almas da Terra do Ooo. |                  | |                  |                                   |                                               |                    |                        |
| 28 | 2                | "Os Olhos (BR) Dois Olhos (PT)" "The Eyes"                                                          | Larry Leichliter | Kent Osborne & Somvilay Xayaphone | 18 de outubro de 2010 2 de outubro de 2011    | 1002-031           | 2,264                  |
| Finn e Jake não conseguem dormir pois há um cavalo os espiando. E no final eles descobriram quem era o cavalo: O Rei Gelado |                  | |                  |                                   |                                               |                    |                        |
| 29 | 3                | "Lealdade ao Rei" "Loyalty to the King"                                                             | Larry Leichliter | Kent Osborne & Somvilay Xayaphone | 25 de outubro de 2010 11 de setembro de 2011  | 1002-027           | 2,541                  |
| O Rei Gelado/Rei do Gelo raspa sua barba e fica irreconhecível, fazendo todas a princesas se apaixonarem por ele, agora chamado de Rei Maneiro/Rei do Zelo, mas Finn e Jake descobrem que o Rei Maneiro/Rei do Zelo é o Rei Gelado/Rei do Gelo. |                  | |                  |                                   |                                               |                    |                        |
| 30 | 4                | "Sangue Sob a Pele (BR) Sangue à Flor da Pele (PT)" "Blood Under the Skin"                          | Larry Leichliter | Benton Conner & Cole Sanchez      | 1 de novembro de 2010 18 de setembro de 2011  | 1002-028           | 1,952                  |
| Finn e Jake tentam encontrar a Armadura Mágica de Zelderon, mas o caminho até ela é muito vergonhoso. |                  | |                  |                                   |                                               |                    |                        |
| 31 | 5                | "Contando Histórias (BR) Uma História para Contar (PT)" "Storytelling"                              | Larry Leichliter | Ako Castuera & Tom Herpich        | 8 de novembro de 2010 9 de outubro de 2011    | 1002-030           | 2,148                  |
| Jake fica doente e Finn descobre que a cura é uma história. Mas inventar uma não será fácil e no final, Finn fica doente também. |                  | |                  |                                   |                                               |                    |                        |
| 32 | 6                | "Amor Lento" "Slow Love"                                                                            | Larry Leichliter | Benton Conner & Cole Sanchez      | 15 de novembro de 2010 16 de outubro de 2011  | 1002-032           | 2,090                  |
| Finn e Jake procuram uma namorada para uma lesma que acha que é um caracol para conseguir sua casa de volta. |                  | |                  |                                   |                                               |                    |                        |
| 33 | 7                | "Incansável (BR) Imparável (PT)" "Power Animal"                                                     | Larry Leichliter | Adam Muto & Rebecca Sugar         | 22 de novembro de 2010 23 de novembro de 2011 | 1002-033           | 2,228                  |
| Jake tenta resgatar Finn, que foi raptado por um grupo de gnomos para usar a energia de seu corpo em um plano secreto. |                  | |                  |                                   |                                               |                    |                        |
| 34 | 8                | "Cristais Têm Poder (BR) Os Cristais Têm Poder (PT)" "Crystals Have Power"                          | Larry Leichliter | Jesse Moynihan & Cole Sanchez     | 29 de novembro de 2010 6 de novembro de 2011  | 1002-036           | 2,002                  |
| Jake e Finn vão para a Terra de Cristal/Dimensão Cristal. Lá, os guardas cristal tentam transformar Finn em um menino cristal a mando da Dona Tromba/Trombina, que logo após comer a maçã gema de Cristal/Maçã de Cristal (como visto no episódio "Dona Tromba"/"Trombina"), ela se transformou na líder dos três guardas. Neste episódio Jake achou melhor manter seu controle após este bater sem querer no Finn. |                  | |                  |                                   |                                               |                    |                        |
| 35 | 9                | "As Outras Tortas (BR) As Outras Tartes (PT)" "The Other Tarts"                                     | Larry Leichliter | Ako Castuera & Tom Herpich        | 3 de janeiro de 2011 4 de dezembro de 2011    | 1002-038           | N/A                    |
| Finn e Jake se oferecem para ajudar Princesa Jujuba/Princesa Chiclete em uma missão: Levar tortas. Mas fazem um plano e falham. |                  | |                  |                                   |                                               |                    |                        |
| 36 | 10               | "Para Cortar os Cabelos de Uma Mulher (BR) Cortar Cabelo a uma Mulher (PT)" "To Cut a Woman's Hair" | Larry Leichliter | Kent Osborne & Somvilay Xayaphone | 10 de janeiro de 2011 20 de novembro de 2011  | 1002-035           | 1,886                  |
| Finn precisa conseguir uma mecha/madeixa de cabelo de uma princesa para salvar Jake de uma bruxa que está sentada sobre ele. |                  | |                  |                                   |                                               |                    |                        |
| 37 | 11               | "A Câmara das Lâminas Congeladas" "The Chamber of Frozen Blades"                                    | Larry Leichliter | Adam Muto & Rebecca Sugar         | 17 de janeiro de 2011 27 de novembro de 2011  | 1002-037           | N/A                    |
| Enquanto o Rei Gelado/Rei do Gelo leva Gunter ao hospital, Finn e Jake decidem se infiltrar no seu esconderijo para testar suas habilidades de ninja e descobrem um santuário secreto. |                  | |                  |                                   |                                               |                    |                        |
| 38 | 12               | "Os Pais Dela" "Her Parents"                                                                        | Larry Leichliter | Ako Castuera & Tom Herpich        | 24 de janeiro de 2011 13 de novembro de 2011  | 1002-034           | 2,177                  |
| Jake convida os pais de sua namorada, Lady Iris/Lady Iriscórnio, para uma visita em sua casa e pede ajuda a Finn para ser seu mordomo para impressioná-los. |                  | |                  |                                   |                                               |                    |                        |
| 39 | 13               | "Os Feijões (BR) As Vagens (PT)" "The Pods"                                                         | Larry Leichliter | Kent Osborne & Somvilay Xayaphone | 31 de janeiro de 2011 11 de dezembro de 2011  | 1002-039           | 1,944                  |
| Finn e Jake recebem a missão de proteger três feijões mágicos, mas não conseguem distinguir qual deles é o feijão do mal. |                  | |                  |                                   |                                               |                    |                        |
| 40 | 14               | "O Rei Silencioso" "The Silent King"                                                                | Larry Leichliter | Jesse Moynihan & Cole Sanchez     | 7 de fevereiro de 2011 18 de dezembro de 2011 | 1002-040           | N/A                    |
| Finn torna-se o rei de um clã de goblins, a fim de evitar um conflito violento, mas as estranhas regras goblins provam não ser de seu agrado. |                  | |                  |                                   |                                               |                    |                        |
| 41 | 15               | "Você de Verdade (BR) O Teu Verdadeiro Eu (PT)" "The Real You"                                      | Larry Leichliter | Adam Muto & Rebecca Sugar         | 14 de fevereiro de 2011 2 de janeiro de 2012  | 1002-041           | 1,825                  |
| Finn tenta ser inteligente usando os óculos mágicos de Nerdicom/Sabichicom, para impressionar a Princesa Jujuba/Princesa Chiclete. Nota: Nesse episódio é possível ver o planeta Terra do espaço por alguns segundos, quando uma parte dela está destruída, aumentando ainda mais a teoria de que a Guerra dos Cogumelos tenha sido uma guerra nuclear.                                                             |                  | |                  |                                   |                                               |                    |                        |
| 42 | 16               | "Guardiões do Brilho do Sol (BR) Guardiões do Sol (PT)" "Guardians of Sunshine"                     | Larry Leichliter | Ako Castuera & Tom Herpich        | 21 de fevereiro de 2011 9 de janeiro de 2012  | 1002-042           | 1,729                  |
| Finn e Jake são sugados para dentro de um dos jogos de BMO e terão de derrotar todos os seus três chefes. |                  | |                  |                                   |                                               |                    |                        |
| 43 | 17               | "Morte em Botão (BR) Morte Florescente (PT)" "Death in Bloom"                                       | Larry Leichliter | Jesse Moynihan & Cole Sanchez     | 28 de fevereiro de 2011 16 de janeiro de 2012 | 1002-044           | 1,981                  |
| Finn e Jake vão ao mundo dos mortos para salvar uma planta que a Princesa Jujuba/Princesa Chiclete pediu a eles que cuidassem. |                  | |                  |                                   |                                               |                    |                        |
| 44 | 18               | "Susana Forte (BR) Susol Forte (PT)" "Susan Strong"                                                 | Larry Leichliter | Adam Muto & Rebecca Sugar         | 7 de março de 2011 3 de outubro de 2012       | 1002-045           | 2,378                  |
| Finn e Jake descobrem o que parece ser uma tribo de seres humanos, mas que em vez disso são hi-humanos/humanes (gente peixe). |                  | |                  |                                   |                                               |                    |                        |
| 45 | 19               | "Trem Misterioso (BR) Comboio Mistério (PT)" "Mystery Train"                                        | Larry Leichliter | Kent Osborne & Somvilay Xayaphone | 14 de março de 2011 30 de janeiro de 2012     | 1002-043           | 1,958                  |
| Jake tenta fazer uma surpresa no aniversário de Finn, então decide levá-lo para um passeio de trem/comboio. Porém, muitos assassinatos acontecem durante a viagem. |                  | |                  |                                   |                                               |                    |                        |
| 46 | 20               | "Vem Comigo" "Go with Me"                                                                           | Larry Leichliter | Ako Castuera & Tom Herpich        | 28 de março de 2011 3 de fevereiro de 2012    | 1002-046           | 1,270                  |
| Marceline e Jake dão conselhos a Finn para que ele possa convidar a Princesa Jujuba/Princesa Chiclete para assistir a um filme com ele. |                  | |                  |                                   |                                               |                    |                        |
| 47 | 21               | "Barriga da Besta" "Belly of the Beast"                                                             | Larry Leichliter | Kent Osborne & Somvilay Xayaphone | 4 de abril de 2011 15 de outubro de 2012      | 1002-047           | 1,640                  |
| Para curar a dor de estômago de um gigante, Finn e Jake devem invadir uma festa que está acontecendo dentro de sua barriga. |                  | |                  |                                   |                                               |                    |                        |
| 48 | 22               | "O Limite" "The Limit"                                                                              | Larry Leichliter | Jesse Moynihan & Cole Sanchez     | 11 de abril de 2011 20 de fevereiro de 2012   | 1002-048           | 1,693                  |
| Finn e Jake entram em um labirinto encantado para resgatar alguns cavaleiros cachorro-quente e descobrem que poderão realizar um desejo se conseguirem chegar no final. |                  | |                  |                                   |                                               |                    |                        |
| 49 | 23               | "'Cineastas" "Video Makers"                                                                         | Larry Leichliter | Kent Osborne & Somvilay Xayaphone | 18 de abril de 2011 27 de fevereiro de 2012   | 1002-051           | 1,733                  |
| Finn e Jake estão tentando fazer um filme, mas acabam discutindo sobre o enredo. |                  | |                  |                                   |                                               |                    |                        |
| 50 | 24               | "Folia Mortal (BR) Disparate Mortal (PT)" "Mortal Folly (Parte 1)"                                  | Larry Leichliter | Adam Muto & Rebecca Sugar         | 2 de maio de 2011 12 de março de 2012         | 1002-049           | 1,920                  |
| Finn e Jake saem em uma missão para encontrar o Lich enquanto o Rei Gelado/Rei do Gelo os importuna pedindo permissão para se casar com a Princesa Jujuba/Princesa Chiclete. |                  | |                  |                                   |                                               |                    |                        |
| 51 | 25               | "Recuo Mortal" "Mortal Recoil (Parte 2)"                                                            | Larry Leichliter | Jesse Moynihan & Cole Sanchez     | 2 de maio de 2011 19 de março de 2012         | 1002-052           | 1,920                  |
| Na sequência dos acontecimentos do episódio anterior, a Princesa Jujuba/Princesa Chiclete é levada ao hospital depois de ter caído acidentalmente no poço de poder do Lich. Mas quando o espírito do Lich possui o corpo da princesa, Finn, Jake e o Rei Gelado/Rei do Gelo unem-se para salvá-la. No final deste episódio, a Princesa Jujuba/Princesa Chiclete volta a ter 13 anos.                                |                  | |                  |                                   |                                               |                    |                        |
| 52 | 26               | "Assinatura de Calor (BR) Assinatura Térmica (PT)" "Heat Signature"                                 | Larry Leichliter | Ako Castuera & Tom Herpich        | 9 de maio de 2011 5 de março de 2012          | 1002-050           | 1,975                  |
| Marceline prega uma peça em Finn e Jake e eles começam a achar que são vampiros, mas isso sai do controle quando os amigos fantasmas dela querem matá-los, mas, Marceline tenta avisá-los e eles não acreditam. Nota: Esse episódio se passa antes de Folia Mortal e Recuo Mortal. |                  | |                  |                                   |                                               |                    |                        |

### 3.ª Temporada (EUA: 2011-2012; Brasil: 2012-2013): Arco Rei Gelado
| Episódio (série) | Episódio (temp.) | Título | Dirigido por     | Storyboards por                              | Exibição original                           | Código de produção                 | Audiência (em milhões) |
| --- | ---------------- | --- | ---------------- | -------------------------------------------- | ------------------------------------------- | ---------------------------------- | ---------------------- |
| 53 | 1                | "A Vitória Sobre a Fofura (BR) Vitória da Fofura (PT)" "Conquest of Cuteness"                                                         | Larry Leichliter | Ako Castuera & Tom Herpich                   | 11 de julho de 2011 23 de abril de 2012     | 1008-053                           | 2,686                  |
| Finn e Jake encontram o "malvado" Rei Fofo e os Fofos que desejam matá-los. |                  | |                  |                                              |                                             |                                    |                        |
| 54 | 2                | "Morituri Te Salutamus" "Morituri Te Salutamus"                                                                                       | Larry Leichliter | Adam Muto & Rebecca Sugar                    | 18 de julho de 2011 2 de abril de 2012      | 1008-054                           | 1,784                  |
| Finn e Jake ficam presos em uma arena de gladiadores fantasmas. |                  | |                  |                                              |                                             |                                    |                        |
| 55 | 3                | "Memória de Uma Memória" "Memory of a Memory"                                                                                         | Larry Leichliter | Ako Castuera & Tom Herpich                   | 25 de julho de 2011 9 de abril de 2012      | 1008-057                           | 2,255                  |
| Finn e Jake são transportados para a mente de Marceline para acordá-la de um sono mágico. Este episódio revela dois flashbacks importantes, mostrando a infância de Marceline, e Finn ainda bebê.nota: na cena que Marceline fala acabou seu pirado na versão original ela fala acabou seu psicopata                        |                  | |                  |                                              |                                             |                                    |                        |
| 56 | 4                | "Batedor (BR) O Batedor (PT)" "Hitman"                                                                                                | Larry Leichliter | Jesse Moynihan & Bert Youn                   | 1 de agosto de 2011 16 de abril de 2012     | 1008-055                           | 2,273                  |
| Depois de ser derrotado por Finn e Jake, o Rei Gelado/Rei do Gelo contrata um batedor para ir bater neles, mas isso foge do controle quando o batedor resolve matá-los. |                  | |                  |                                              |                                             |                                    |                        |
| 57 | 5                | "Jovem Demais (BR) Muito Novos (PT)" "Too Young"                                                                                      | Larry Leichliter | Tom Herpich & Jesse Moynihan                 | 8 de agosto de 2011 26 de março de 2012     | 1008-059                           | 2,089                  |
| O Conde Lemongrab/Conde de Limadrão (uma espécie de homem-limão), tenta tomar o trono da Princesa Jujuba/Princesa Chiclete por achar que ela é muito jovem, depois que ela voltou a ter 13 anos, como visto no episódio "Recuo Mortal". No final do episódio Jujuba/Chiclete volta a ter 18 anos.                           |                  | |                  |                                              |                                             |                                    |                        |
| 58 | 6                | "O Monstro" "The Monster" | Larry Leichliter | Kent Osborne & Somvilay Xayaphone            | 15 de agosto de 2011 7 de maio de 2012      | 1008-056                           | 2,242                  |
| Finn e Jake são mandados pelo Rei Caroço/Rei da Terra do Caroço para procurar sua filha, Princesa Caroço/Princesa da Terra do Caroço, e descobrem que ela estava fingindo ser um monstro para assustar e roubar a comida dos moradores de um vilarejo.                                                                      |                  | |                  |                                              |                                             |                                    |                        |
| 59 | 7                | "Parados (BR) Imóveis (PT)" "Still"                                                                                                   | Larry Leichliter | Kent Osborne & Somvilay Xayaphone            | 22 de agosto de 2011 14 de maio de 2012     | 1008-060                           | 2,292                  |
| O Rei Gelado/Rei do Gelo paralisa Finn e Jake com uma poção mágica para tentar, à força, fazer amizade com eles. Mas no final, Gunter (o pinguim do Rei Gelado/Rei do Gelo) quebra a garrafa com a poção que quebra a paralisia.                                                                                            |                  | |                  |                                              |                                             |                                    |                        |
| 60 | 8                | "Batalha dos Magos (BR) Batalha de Feiticeiros (PT)" "Wizard Battle"                                                                  | Larry Leichliter | Ako Castuera & Jesse Moynihan                | 29 de agosto de 2011 28 de maio de 2012     | 1008-061                           | 2,302                  |
| Finn se inscreve na Batalha dos magos/Batalha de Feticeiros para impedir que o Rei Gelado/Rei do Gelo trapaceie para ganhar um beijo da Princesa Jujuba/Princesa Chiclete. |                  | |                  |                                              |                                             |                                    |                        |
| 61 | 9                | "Fionna e Cake (BR) Hora de Aventuras com Fionna e Cake (PT)" "Fionna and Cake"                                                       | Larry Leichliter | Adam Muto & Rebecca Sugar                    | 5 de setembro de 2011 4 de abril de 2012    | 1008-058                           | 3,315                  |
| Este episódio é uma história do Rei Gelado/Rei do Gelo onde as personagens estão com os sexos invertidos. Fionna é convidada para o baile real do Príncipe Chiclete, mas acaba tendo que duelar com a Rainha Gelada/Rainha do Gelo.                                                                                         |                  | |                  |                                              |                                             |                                    |                        |
| 62 | 10               | "O Que Faltava" "What Was Missing" | Larry Leichliter | Adam Muto & Rebecca Sugar                    | 26 de setembro de 2011 28 de maio de 2012   | 1008-062                           | 2,185                  |
| Algumas coisas de Finn, Jake, BMO, e Jujuba/Chiclete são roubadas pelo Lorde das Portas/Senhor das Portas e descobrem que, para capturá-lo, terão de formar uma banda e cantar uma canção verdadeira. |                  | |                  |                                              |                                             |                                    |                        |
| 63 | 11               | "Ladrão de Maçãs (BR) Ladrões de Maçãs (PT)" "Apple Thief"                                                                            | Larry Leichliter | Tom Herpich & Bert Youn                      | 3 de outubro de 2011 4 de junho de 2012     | 1008-067                           | 1,996                  |
| Finn e Jake se unem à Dona Tromba/Trombina para encontrar suas maçãs roubadas e prender o ladrão. |                  | |                  |                                              |                                             |                                    |                        |
| 64 | 12               | "Sustos (BR) Arrepios (PT)" "The Creeps"                                                                                              | Larry Leichliter | Ako Castuera & Jesse Moynihan                | 17 de outubro de 2011 2 de julho de 2012    | 1008-070                           | 2,025                  |
| Finn, Jake, e alguns amigos participam de um jantar com um convite misterioso. No entanto, o anfitrião, em seguida, revela-se como um fantasma assassino que vai possuir o corpo de um convidado e matar todos por um a um                                                                                                  |                  | |                  |                                              |                                             |                                    |                        |
| 65 | 13               | "De Mau a Pior (BR) De Mal a Pior (PT)" "From Bad to Worse (Especial de Dia das Bruxas) "                                             | Larry Leichliter | Kent Osborne & Somvilay Xayaphone            | 24 de outubro de 2011 18 de junho de 2012   | 1008-064                           | 2,216                  |
| Os zombies doces estão de volta e sem a ajuda da Princesa Jujuba/Princesa Chiclete, Finn, Jake, Lady e Caroço/PTC tem de encontrar a fórmula correta para parar a invasão. |                  | |                  |                                              |                                             |                                    |                        |
| 66 | 14               | "Bonitopia (BR) Belatopia (PT)" "Beautopia"                                                                                           | Larry Leichliter | Adam Muto & Rebecca Sugar                    | 7 de novembro de 2011 11 de junho de 2012   | 1008-065                           | 1,922                  |
| Suzana Forte/Susol Forte pede a ajuda de Finn e Jake para ajudar a recuperar seu lar tomado pelos Ameboides/Lub-Glubs. |                  | |                  |                                              |                                             |                                    |                        |
| 67 | 15               | "Ninguém te Ouvindo (BR) Ninguém te Ouve (PT)" "No One Can Hear You"                                                                  | Larry Leichliter | Ako Castuera & Jesse Moynihan                | 14 de novembro de 2011 25 de junho de 2012  | 1008-066                           | 2,483                  |
| Finn tem as pernas quebradas e é deixado inconsciente por um alce, para acordar e se deparar com um Jake louco e o Povo Doce sumido. |                  | |                  |                                              |                                             |                                    |                        |
| 68 | 16               | "Jake vs. Me-Mow (BR) Jake contra Mi-Mau (PT)" "Jake vs. Me-Mow"                                                                      | Larry Leichliter | Adam Muto & Rebecca Sugar                    | 21 de novembro de 2011 9 de julho de 2012   | 1008-071                           | 2,263                  |
| Uma pequenina gatinha assassina força Jake a matar a Princesa Frutinhas/Princesa Framboesa ou ele morre. Nota: Esse epísodio foi banido na Australia porque assassinato era o principal objetivo desse epísodio |                  | |                  |                                              |                                             |                                    |                        |
| 69 | 17               | "Obrigado" "Thank You (Especial de Ação de Graças) "                                                                                  | Larry Leichliter | Tom Herpich                                  | 23 de novembro de 2011 30 de abril de 2012  | 1008-063                           | 2,332                  |
| O Golem de Neve cuida de um filhote de lobo de fogo perdido. |                  | |                  |                                              |                                             |                                    |                        |
| 70 | 18               | "A Nova Fronteira" "The New Frontier"                                                                                                 | Larry Leichliter | Tom Herpich & Bert Youn                      | 28 de novembro de 2011 16 de julho de 2012  | 1008-072                           | 2,387                  |
| Finn não consegue aceitar o fato de Jake acreditar que sua morte está próxima após ter um "sonho de morte". Nota: censura no Brasil (É censurado a da dança do homem banana) |                  | |                  |                                              |                                             |                                    |                        |
| 7172 | 1920             | "Segredos de Natal (BR) Segredos Natalícios (PT)" "Holly Jolly Secrets (1.° Especial de Natal) e o (1.° Especial de Hora de Aventura" | Larry Leichliter | Kent Osborne & Somvilay Xayaphone            | 5 de dezembro de 2011 3 de dezembro de 2012 | 1008-068(Parte 1)1008-069(Parte 2) | 2,513                  |
| Parte 1: Finn e Jake encontram uma maleta com várias fitas de vídeos que pertencem ao Rei Gelado e, pelo que lembravam, contém segredos sobre ele.Parte 2: Finn, Jake e BMO estão assistindo as fitas com os segredos de Rei Gelado. Quando o mesmo descobre e tenta pegá-las de volta, BMO coloca uma fita com um segredo. |                  | |                  |                                              |                                             |                                    |                        |
| 73 | 21               | "O Armário da Marceline" "Marceline's Closet"                                                                                         | Larry Leichliter | Ako Castuera & Jesse Moynihan                | 12 de dezembro de 2011 23 de julho de 2012  | 1008-073                           | 2,504                  |
| Finn e Jake ficam presos no armário da Marceline e tentam sair enquanto ela estiver distraída. |                  | |                  |                                              |                                             |                                    |                        |
| 74 | 22               | "Pedro Papel" "Paper Pete" | Larry Leichliter | Kent Osborne & Somvilay Xayaphone            | 16 de janeiro de 2012 13 de agosto de 2012  | 1008-075                           | N/A                    |
| Finn ajuda os Paginados/Pagineiros a derrotar o exército de Mofos e salvar os livros da Biblioteca. |                  | |                  |                                              |                                             |                                    |                        |
| 75 | 23               | "Outro Jeito (BR) Outra Maneira (PT)" "Another Way"                                                                                   | Larry Leichliter | Tom Herpich & Bert Youn                      | 23 de janeiro de 2012 6 de agosto de 2012   | 1008-076                           | N/A                    |
| Finn e Jake estão com o pé machucado e estão em terapia com enfermeiros palhaços. Jake está adorando, já Finn, não e se sente constrangido, então ele procura das lágrimas mágicas de um ciclope para curar seu pé. |                  | |                  |                                              |                                             |                                    |                        |
| 76 | 24               | "Princesa Fantasma" "Ghost Princess"                                                                                                  | Larry Leichliter | Ako Castuera & Jesse Moynihan                | 30 de janeiro de 2012 20 de agosto de 2012  | 1008-077                           | N/A                    |
| Finn e Jake ajudam a Princesa Fantasma a descobrir a causa de sua morte. |                  | |                  |                                              |                                             |                                    |                        |
| 77 | 25               | "A Masmorra do Papai (BR) A Masmorra do Pai (PT)" "Dad's Dungeon"                                                                     | Larry Leichliter | Natasha Allegri, Adam Muto, & Pendleton Ward | 6 de fevereiro de 2012 29 de agosto de 2013 | 1008-078                           | 2,596                  |
| Finn passa por um calabouço de seu pai para provar que não é mais um bebê medroso. |                  | |                  |                                              |                                             |                                    |                        |
| 78 | 26               | "Incêndio" "Incendium (Parte 1)" | Larry Leichliter | Adam Muto & Rebecca Sugar                    | 13 de fevereiro de 2012 30 de julho de 2012 | 1008-074                           | N/A                    |
| Jake tenta ajudar a Finn a encontrar um novo amor, após este ter sido rejeitado pela Princesa Jujuba. Então, ele encontra a Princesa de Fogo e tenta convencer seu pai a deixá-la ir para a Terra de Ooo. |                  | |                  |                                              |                                             |                                    |                        |

### 4.ª Temporada (EUA: 2012; Brasil: 2012-2013): Arco Princesa de Fogo e Lembranças do Passado
| Episódio (série) | Episódio (temp.) | Título                                                                                       | Dirigido por     | Storyboards por                                 | Exibição original                            | Código de produção | Audiência (em milhões) |
| --- | ---------------- | -------------------------------------------------------------------------------------------- | ---------------- | ----------------------------------------------- | -------------------------------------------- | ------------------ | ---------------------- |
| 79 | 1                | "Quente Demais (BR) Toque Ardente (PT)" "Hot to the Touch (Parte 2)"                         | Larry Leichliter | Cole Sanchez & Rebecca Sugar                    | 2 de abril de 2012 3 de setembro de 2012     | 1008-082           | 2,655                  |
| Finn tenta provar que a Princesa de Fogo não é realmente má e que ele realmente gosta dela. |                  |                                                                                              |                  |                                                 |                                              |                    |                        |
| 80 | 2                | "Cinco Histórinhas (BR) Cinco Pequenos Contos (PT)" "Five Short Graybles"                    | Larry Leichliter | Tom Herpich, Skyler Page, & Cole Sanchez        | 9 de abril de 2012 14 de setembro de 2012    | 1008-079           | N/A                    |
| Cinco histórias diferentes sobre o Finn e o Jake, a Princesa Jujuba, o Rei Gelado, o BMO e a Princesa Caroço, com um tema escondido (os cinco sentidos). |                  |                                                                                              |                  |                                                 |                                              |                    |                        |
| 81 | 3                | "Teia de Estranhos (BR) Estranhos na Teia (PT)" "Web Weirdos"                                | Larry Leichliter | Ako Castuera & Jesse Moynihan                   | 16 de abril de 2012 26 de setembro de 2012   | 1008-081           | N/A                    |
| Finn e Jake são aprisionados por duas aranhas que tem problemas de relacionamentos. Nota: na Netflix Brasil não tem esse episódio |                  |                                                                                              |                  |                                                 |                                              |                    |                        |
| 82 | 4                | "Sonho de Amor" "Dream of Love"                                                              | Larry Leichliter | Somvilay Xayaphone & Bert Youn                  | 23 de abril de 2012 23 de setembro de 2012   | 1008-080           | N/A                    |
| A Dona Tromba namora o Sr. Porco, mas todos se sentem incomodados quando eles começam a demonstrar afeição em público. |                  |                                                                                              |                  |                                                 |                                              |                    |                        |
| 83 | 5                | "Retorno a Noitosfera (BR) Regresso à Notosfera (PT)" "Return to the Nightosphere (Parte 1)" | Larry Leichliter | Ako Castuera & Jesse Moynihan                   | 30 de abril de 2012 24 de setembro de 2012   | 1008-085           | N/A                    |
| Finn e Jake acordam na Noitosfera e tentam descobrir como foram parar lá. |                  |                                                                                              |                  |                                                 |                                              |                    |                        |
| 84 | 6                | "A Monstrinha do Papai (BR) O Monstrinho do Papá (PT)" "Daddy's Little Monster (Parte 2)"    | Larry Leichliter | Cole Sanchez & Rebecca Sugar                    | 30 de abril de 2012 1 de outubro de 2012     | 1008-086           | N/A                    |
| Finn e Jake têm que salvar Marceline da Noitosfera minutos depois de saírem de lá. |                  |                                                                                              |                  |                                                 |                                              |                    |                        |
| 85 | 7                | "Seguindo Seus Passos (BR) Seguindo as Pisadas (PT)" "In Your Footsteps"                     | Larry Leichliter | Tom Herpich & Skyler Page                       | 7 de maio de 2012 10 de setembro de 2012     | 1008-083           | N/A                    |
| Após Finn salvar a vida de um urso ele começa a imitar suas personalidades e seu jeito. |                  |                                                                                              |                  |                                                 |                                              |                    |                        |
| 86 | 8                | "Lobo do Abraço (BR) Lobo dos Abraços (PT)" "Hug Wolf"                                       | Larry Leichliter | Somvilay Xayaphone & Bert Youn                  | 14 de maio de 2012 17 de setembro de 2012    | 1008-084           | N/A                    |
| Finn é abraçado por um Lobo do Abraço e se transforma em um. |                  |                                                                                              |                  |                                                 |                                              |                    |                        |
| 87 | 9                | "Esposa Princesa Monstro" "Princess Monster Wife"                                            | Larry Leichliter | Somvilay Xayaphone & Bert Youn                  | 28 de maio de 2012 8 de outubro de 2012      | 1008-088           | N/A                    |
| Rei Gelado rouba partes de princesas para fazer uma princesa esposa, e agora Finn e Jake têm de recuperar as partes das princesas, mas não conseguem olhar para ela sem desmaiar. |                  |                                                                                              |                  |                                                 |                                              |                    |                        |
| 88 | 10               | "Goliad" "Goliad"                                                                            | Larry Leichliter | Tom Herpich & Skyler Page                       | 4 de junho de 2012 15 de outubro de 2012     | 1008-087           | N/A                    |
| Sabendo que não poderia viver eternamente, a Princesa Jujuba pensou como ficaria seu povo sem ela. Com medo, ela criou Goliad com seu DNA, para governar após sua morte. Mas Goliad entende errado como governa e usa seus poderes psíquicos. Princesa Jujuba cria outra esfinge doce com um fio de cabelo de Finn, que pode ser seu DNA para criar Estomo. |                  |                                                                                              |                  |                                                 |                                              |                    |                        |
| 89 | 11               | "Além Desse Plano Terreno (BR) Além Desta Dimensão Terrena (PT)" "Beyond This Earthly Realm" | Larry Leichliter | Ako Castuera & Jesse Moynihan                   | 11 de junho de 2012 22 de outubro de 2012    | 1008-089           | N/A                    |
| Finn é transportado ao plano dos espíritos e tem que contar com a ajuda do Rei Gelado para voltar para o plano normal. |                  |                                                                                              |                  |                                                 |                                              |                    |                        |
| 90 | 12               | "Te Peguei! (BR) Apanhado (PT)" "Gotcha!"                                                    | Larry Leichliter | Cole Sanchez & Rebecca Sugar                    | 18 de junho de 2012 29 de outubro de 2012    | 1008-090           | 2,392                  |
| De modo a fazer pesquisa para o seu livro de memórias sobre os homens, a Princesa da Terra do Caroço trabalha sob disfarce com Finn e Jake. |                  |                                                                                              |                  |                                                 |                                              |                    |                        |
| 91 | 13               | "Princesa Biscoito (BR)" "Princess Cookie"                                                   | Larry Leichliter | Tom Herpich & Skyler Page                       | 25 de junho de 2012 5 de novembro de 2012    | 1008-091           | N/A                    |
| Jake conhece a Princesa Biscoito, e juntos fazem uma rebelião de direitos. |                  |                                                                                              |                  |                                                 |                                              |                    |                        |
| 92 | 14               | "Guerra de Cartas" "Card Wars"                                                               | Larry Leichliter | Somvilay Xayaphone & Bert Youn                  | 16 de julho de 2012 12 de novembro de 2012   | 1008-092           | N/A                    |
| Finn e Jake jogam Guerra de Cartas, porém Finn vira ótimo nesse jogo, sem saber que Jake não sabe lidar bem com a derrota. |                  |                                                                                              |                  |                                                 |                                              |                    |                        |
| 93 | 15               | "Filhos de Marte" "Sons of Mars"                                                             | Larry Leichliter | Ako Castuera & Jesse Moynihan                   | 23 de julho de 2012 19 de novembro de 2012   | 1008-093           | N/A                    |
| Finn tenta impedir que Abraham Lincoln (O Rei de Marte) e os marcianos executem Jake no lugar do Mágico. |                  |                                                                                              |                  |                                                 |                                              |                    |                        |
| 94 | 16               | "Pegando um Foguinho (BR) Lume Brando (PT)" "Burning Low"                                    | Larry Leichliter | Cole Sanchez & Rebecca Sugar                    | 30 de julho de 2012 26 de novembro de 2012   | 1008-094           | 3,504                  |
| Princesa Jujuba tenta impedir que Finn beije a Princesa de Fogo para evitar a destruição de Ooo. |                  |                                                                                              |                  |                                                 |                                              |                    |                        |
| 95 | 17               | "BMO Noire" "BMO Noire"                                                                      | Larry Leichliter | Tom Herpich & Skyler Page                       | 6 de agosto de 2012 6 de dezembro de 2012    | 1008-095           | N/A                    |
| BMO, ao estilo Noir, tenta descobrir quem roubou a meia do Finn. Nota: No título do episódio, "noire" está no feminino (o masculino seria "noir"), pois o BMO não tem género. |                  |                                                                                              |                  |                                                 |                                              |                    |                        |
| 96 | 18               | "Rei Minhoca" "King Worm"                                                                    | Larry Leichliter | Steve Wolfhard, Somvilay Xayaphone, & Bert Youn | 13 de agosto de 2012 17 de dezembro de 2012  | 1008-096           | N/A                    |
| Rei Minhoca prende Finn dentro do próprio sonho sugando sua energia. |                  |                                                                                              |                  |                                                 |                                              |                    |                        |
| 97 | 19               | "Lady & Jujuba (BR) Lady e a Princesa (PT)" "Lady & Peebles"                                 | Larry Leichliter | Cole Sanchez & Rebecca Sugar                    | 20 de agosto de 2012 7 de janeiro de 2013    | 1008-098           | 2,754                  |
| Lady Íris e Princesa Jujuba salvam Finn e Jake de Ricardio. Nota: no final Lady fala que está grávida |                  |                                                                                              |                  |                                                 |                                              |                    |                        |
| 98 | 20               | "Você Me Fez (BR) Tu Fizeste-me (PT)" "You Made Me"                                          | Larry Leichliter | Tom Herpich & Jesse Moynihan                    | 27 de agosto de 2012 14 de janeiro de 2013   | 1008-099           | N/A                    |
| O Conde de Lemongrab fica louco de solidão, pois ninguém entende seu jeito azedo de ser, e culpa a Princesa Jujuba por tê-lo feito assim. |                  |                                                                                              |                  |                                                 |                                              |                    |                        |
| 99 | 21               | "Quem Ganha" "Who Would Win"                                                                 | Larry Leichliter | Ako Castuera & Jesse Moynihan                   | 3 de setembro de 2012 31 de dezembro de 2012 | 1008-097           | N/A                    |
| Finn e Jake estão determinados a derrotar o Fazenda, mas começam a lutar um com o outro por Jake não lutar sério. |                  |                                                                                              |                  |                                                 |                                              |                    |                        |
| 100 | 22               | "Ponto de Ignição (BR) Ponto de Combustão (PT)" "Ignition Point"                             | Larry Leichliter | Somvilay Xayaphone & Bert Youn                  | 17 de setembro de 2012 28 de janeiro de 2013 | 1008-101           | 2,256                  |
| Finn e Jake ajudam a Princesa de Fogo pegando velas perfumadas, mas acabam entrando em uma nova missão salvando o Rei de Fogo. |                  |                                                                                              |                  |                                                 |                                              |                    |                        |
| 101 | 23               | "O Fácil Difícil" "The Hard Easy"                                                            | Larry Leichliter | Tom Herpich & Skyler Page                       | 1 de outubro de 2012 21 de janeiro de 2013   | 1008-100           | 2,643                  |
| O Povo Peixe pede ajuda a Finn e Jake para afastar um monstro em seu lar. |                  |                                                                                              |                  |                                                 |                                              |                    |                        |
| 102 | 24               | "Reino de Gunters" "Reign of Gunters"                                                        | Larry Leichliter | Ako Castuera & Jesse Moynihan                   | 8 de outubro de 2012 8 de agosto de 2013     | 1008-102           | 1,845                  |
| Gunter tenta dominar a terra de Ooo enquanto o Rei Gelado sai às compras. |                  |                                                                                              |                  |                                                 |                                              |                    |                        |
| 103 | 25               | "Me Lembro de Você (BR) Eu Lembro-me de Ti (PT)" "I Remember You"                            | Larry Leichliter | Cole Sanchez & Rebecca Sugar                    | 15 de outubro de 2012 1 de agosto de 2013    | 1008-103           | 2,535                  |
| Rei Gelado quer escrever uma música com Marceline para conquista princesas, mas, o Rei Gelado não se lembra do passado, diferente de Marceline. |                  |                                                                                              |                  |                                                 |                                              |                    |                        |
| 104 | 26               | "O Lich (BR)" "The Lich (Parte 1)"                                                           | Larry Leichliter | Tom Herpich & Skyler Page                       | 22 de outubro de 2012 1 de julho de 2013     | 1008-104           | 2,589                  |
| Finn é liderado por Billy, que na verdade é o Lich disfarçado para abrir o Portal de uma outra dimensão para tentar continuar seu plano de não existir a vida. |                  |                                                                                              |                  |                                                 |                                              |                    |                        |

### 5.ª Temporada (EUA: 2012-2014; Brasil: 2013-2014): Arco Prismo
Nota: Essa temporada é a que tem mais censuras no Brasil.
| Episódio (série) | Episódio (temp.) | Título | Dirigido por            | Storyboards por                             | Exibição Original                             | Código de produção                              | Audiência (em milhões) |
| --- | ---------------- | --- | ----------------------- | ------------------------------------------- | --------------------------------------------- | ----------------------------------------------- | ---------------------- |
| 105 | 1                | "Finn, o Humano" "Finn the Human (Parte 2)"                                                                   | Larry Leichliter        | Tom Herpich & Jesse Moynihan                | 12 de novembro de 2012 8 de julho de 2013     | 1014-105                                        | 3,435                  |
| Finn e Jake perseguem Lich, quando ele entra em uma dimensão e deseja que toda a vida não existisse, mas Finn deseja que o Lich nunca tivesse existido e acaba numa dimensão alternativa realista, onde tem pai, mãe e um irmãozinho, onde marceline é uma velha, e Rei gelado é ainda Simon. |                  | |                         |                                             |                                               |                                                 |                        |
| 106 | 2                | "Jake, o Cão" "Jake the Dog (Parte 3)"                                                                        | Larry Leichliter        | Cole Sanchez & Rebecca Sugar                | 12 de novembro de 2012 15 de julho de 2013    | 1014-106                                        | 3,435                  |
| Jake vê a situação de Finn e tenta formular um desejo para salvar Finn. |                  | |                         |                                             |                                               |                                                 |                        |
| 107 | 3                | "Mais Cinco Historinhas (BR) Mais Cinco Pequenos Contos (PT)" "Five More Short Graybles"                      | Larry Leichliter        | Tom Herpich & Steve Wolfhard                | 19 de novembro de 2012 22 de julho de 2013    | 1014-107                                        | 2,603                  |
| Mais 5 histórias com Finn, Jake, Marceline, Dona Tromba, Rei Gelado e BMO sendo que essas diferem por serem sobre os cinco gostos do paladar no tema alternativo dos dedos, contadas por Cuber, um homem cósmico. A história de Finn e Jake é sobre o gosto doce, o de Marceline é sobre o gosto ácido, de Dona Tromba é sobre o gosto amargo, do Rei Gelado é sobre o gosto salgado, e a do BMO é sobre o gosto azedo.                                                                                    |                  | |                         |                                             |                                               |                                                 |                        |
| 108 | 4                | "Subindo na Árvore (BR) Árvore Acima (PT)" "Up a Tree"                                                        | Larry Leichliter        | Skyler Page & Somvilay Xayaphone            | 26 de novembro de 2012 5 de agosto de 2013    | 1014-108                                        | 2,376                  |
| Finn sobe uma árvore para pegar seu disco e acaba tendo muitas confusões. |                  | |                         |                                             |                                               |                                                 |                        |
| 109 | 5                | "Todos os Baixinhos (BR) Toda a Gente Pequenina (PT)" "All the Little People"                                 | Larry Leichliter        | Ako Castuera & Jesse Moynihan               | 3 de dezembro de 2012 29 de julho de 2014     | 1014-109                                        | 2,530                  |
| O Mágico coloca uma pequena sacola na calça de Finn com pequenos "bonecos" parecidos com eles e seus amigos. Finn começa a brincar com eles e as coisas começam a ficar sombrias, Finn acaba descobrindo que eles fazem parte de uma outra dimensão, e que tudo que ele faz com os bonecos realmente acontece e acaba entristecendo as pessoas. - Nota: esse episódio não passa na Netflix e nem na cartoon network brasileira, porém esse episódio já foi exibido no SBT. E foi banido da América Latina. |                  | |                         |                                             |                                               |                                                 |                        |
| 110 | 6                | "Jake, o Pai" "Jake the Dad"                                                                                  | Larry Leichliter        | Tom Herpich & Steve Wolfhard                | 7 de janeiro de 2013 12 de agosto de 2013     | 1014-111                                        | 3,190                  |
| Jake tem filhos com a Lady Íris. Mas Jake vira um pai super protetor, mas os filhotes crescem mais rápidos e mostram independência. |                  | |                         |                                             |                                               |                                                 |                        |
| 111 | 7                | "Davey" "Davey"                                                                                               | Larry Leichliter        | Skyler Page & Somvilay Xayaphone            | 14 de janeiro de 2013 19 de agosto de 2013    | 1014-112                                        | 2,310                  |
| Finn inventa um alter-ego para fugir de seus fãs. |                  | |                         |                                             |                                               |                                                 |                        |
| 112 | 8                | "Masmorra do Mistério(BR) Masmorra Mistério(PT)" "Mystery Dungeon"                                            | Larry Leichliter        | Ako Castuera & Jesse Moynihan               | 21 de janeiro de 2013 26 de agosto de 2013    | 1014-113                                        | 2,709                  |
| Lemongrab, Rei Gelado, Dona Tromba, Shelby e Rojotor devem trabalhar juntos para escaparem de uma masmorra. |                  | |                         |                                             |                                               |                                                 |                        |
| 113 | 9                | "A Culpa é Toda Sua(BR) A Culpa é Tua (PT)" "All Your Fault"                                                  | Larry Leichliter        | Tom Herpich & Steve Wolfhard                | 28 de janeiro de 2013 15 de agosto de 2013    | 1014-115                                        | 2,710                  |
| Todo o condado de Lemongrab passa fome quando os condes ficam viciados em dar vida a limãos novos, acabando com todo doce. |                  | |                         |                                             |                                               |                                                 |                        |
| 114 | 10               | "Amiguinho" "Little Dude"                                                                                     | Adam Muto               | Michael DeForge & Cole Sanchez              | 4 de fevereiro de 2013 22 de agosto de 2013   | 1014-114                                        | 2,602                  |
| O chapéu de Finn ganha vida enquanto ele e Jake estão distraídos e começa a assustar os cidadãos do Reino Doce. |                  | |                         |                                             |                                               |                                                 |                        |
| 115 | 11               | "Menininho Mal (BR) Menino Mau (PT)" "Bad Little Boy"                                                         | Larry Leichliter        | Cole Sanchez & Rebecca Sugar                | 18 de fevereiro de 2013 29 de julho de 2013   | 1014-110                                        | 3,077                  |
| O Rei Gelado prende as princesas (Frutinhas, Tartaruga, Gosminha e Torrada), para contar uma história com Fionna e Cake, mas, elas não gostam. Marceline, ouvindo tudo, decide se meter e contar a sua versão da história onde coloca Marshall Lee (A Versão masculina de Marceline). Nota: Este episódio foi censurado pelo Cartoon Network BR e teve cortes que chegaram a quase 1 minuto. |                  | |                         |                                             |                                               |                                                 |                        |
| 116 | 12               | "Caverna de Ossos (BR) Masmorra de Ossos (PT)" "Vault of Bones"                                               | Adam Muto               | Kent Osborne & Somvilay Xayaphone           | 25 de fevereiro de 2013 2 de setembro de 2013 | 1014-116                                        | 2,700                  |
| Finn leva a Princesa de Fogo a uma masmorra para refrescar a mente e parar de pensar que é do mal pelas influências de seu pai, que se infiltra u em todo lugar que tem fogo mudando de forma |                  | |                         |                                             |                                               |                                                 |                        |
| 117 | 13               | "O Grande Homem Pássaro" "The Great Bird Man"                                                                 | Nate Cash               | Ako Castuera & Jesse Moynihan               | 4 de março de 2013 9 de setembro de 2013      | 1014-117                                        | 2,579                  |
| Finn e Jake saem em busca do Homem Pássaro. Depois que eles o encontram, descobrem que ele é Xergiok, o rei dos goblins que sofreu umas mudanças. |                  | |                         |                                             |                                               |                                                 |                        |
| 118 | 14               | "Simon & Marcy (BR) Simão & Marcy(PT)" "Simon & Marcy"                                                        | Adam Muto               | Cole Sanchez & Rebecca Sugar                | 25 de março de 2013 16 de setembro de 2013    | 1014-118                                        | 2,600                  |
| Marceline chama Finn e Jake para jogaram basquetebol contra ela e o Rei Gelado, durante uma pausa na brincadeira Marceline decide que existem coisas que os três precisam saber, já que o Rei Gelado não se lembra de nada. |                  | |                         |                                             |                                               |                                                 |                        |
| 119 | 15               | "Erro é Erro(BR) Um Erro é um Erro (PT)" "A Glitch Is a Glitch"                                               | David OReilly           | David OReilly                               | 1 de abril de 2013 30 de setembro de 2013     | 1014-120                                        | 2,004                  |
| A animação desse episódio é em computação gráfica e a história é computadorizada. Rei gelado cria um vírus de computador para deletar a todos menos ele e princesa Jujuba. |                  | |                         |                                             |                                               |                                                 |                        |
| 120 | 16               | "Puhoy" "Puhoy"                                                                                               | Nate Cash               | Tom Herpich & Steve Wolfhard                | 8 de abril de 2013 23 de setembro de 2013     | 1014-119                                        | 2,750                  |
| Finn achando que ele e a Princesa de Fogo "terminaram", entra no forte de travesseiro de Jake para esfriar a cabeça, dentro do forte ele encontra um portal que o leva para um novo mundo de pessoas travesseiros. Mas acaba encontrando uma garota e eles se casam e criam filhos. No mundo de travesseiros já velho, Finn acorda e tudo não passou de um sonho. |                  | |                         |                                             |                                               |                                                 |                        |
| 121 | 17               | "BMO Perdido" "BMO Lost"                                                                                      | Nate Cash               | Tom Herpich & Steve Wolfhard                | 15 de abril de 2013 6 de outubro de 2013      | 1014-123                                        | 2,394                  |
| BMO se perde e conta com a ajuda de Bolha e Sparkle para voltar para casa. |                  | |                         |                                             |                                               |                                                 |                        |
| 122 | 18               | "Festinha de Princesas (BR) Festa de Princesas (PT)" "Princess Potluck"                                       | Adam Muto               | Kent Osborne & Cole Sanchez                 | 22 de abril de 2013 21 de outubro de 2013     | 1014-122                                        | 2,271                  |
| O Rei Gelado faz todo o possível para arruinar o piquenique da Princesa Jujuba, porque não foi convidado. |                  | |                         |                                             |                                               |                                                 |                        |
| 123 | 19               | "James Baxter, o Cavalo" "James Baxter the Horse"                                                             | Adam Muto               | Pendleton Ward & Somvilay Xayaphone         | 6 de maio de 2013 27 de outubro de 2013       | 1014-124                                        | 2,210                  |
| Jake e Finn querem ser iguais a James Baxter e fazer as pessoas tristes felizes. |                  | |                         |                                             |                                               |                                                 |                        |
| 124 | 20               | "Silêncio (BR) Shh! (PT)" "Shh!"                                                                              | Elizabeth Ito           | Graham Falk                                 | 13 de maio de 2013 4 de novembro de 2013      | 1014-129                                        | 2,350                  |
| Finn e Jake decidem jogar um jogo de não falarem e se comunicarem apenas por recados escritos, deixando BMO chateado, chegando a achar que não são eles. Eles jogam este jogo como se eles estivessem de luto pois Armen Mirzaian, um roteirista da equipa de Adventure Time, faleceu, e este episódio foi feito em sua memória. |                  | |                         |                                             |                                               |                                                 |                        |
| 125 | 21               | "O Pretendente" "The Suitor"                                                                                  | Nate Cash               | Jesse Moynihan & Thomas Wellmann            | 20 de maio de 2013 11 de novembro de 2013     | 1014-130                                        | 2,409                  |
| Braco é escolhido pelo Mordomo Menta para tentar namorar a Princesa Jujuba, mas a princesa não quer sair de seu laboratório. |                  | |                         |                                             |                                               |                                                 |                        |
| 126 | 22               | "Acabou a Festa, Isla de Señorita(BR) A Festa Acabou, Ilha Señorita(PT)" "The Party's Over, Isla de Señorita" | Elizabeth Ito           | Kent Osborne & Cole Sanchez                 | 27 de maio de 2013 11 de novembro de 2013     | 1014-131                                        | 2,107                  |
| Rei Gelado desiste de ganhar o coração da Princesa Jujuba (apesar dele mesmo se iludir achando que são casados) e foge para uma ilha e logo descobre que é uma moça que é namorada do Rei da Festa. |                  | |                         |                                             |                                               |                                                 |                        |
| 127 | 23               | "Um Último Serviço" "One Last Job"                                                                            | Nate Cash               | Ako Castuera & Jesse Moynihan               | 10 de junho de 2013 14 de outubro de 2013     | 1014-121                                        | 2,380                  |
| Jake reune sua antiga gangue criminosa para um último trabalho resgatando sua filha, Jake Jr. |                  | |                         |                                             |                                               |                                                 |                        |
| 128 | 24               | "Mais Outras Cinco Historinhas (BR) Ainda Mais Cinco Pequenos Contos (PT)" "Another Five More Short Graybles" | Nate Cash               | Tom Herpich & Steve Wolfhard                | 17 de junho de 2013 25 de novembro de 2013    | 1014-132                                        | 2,270                  |
| Mais cinco historinhas contadas por Cuber. |                  | |                         |                                             |                                               |                                                 |                        |
| 129 | 25               | "Ruas Doces (BR) A Balada das Ruas Doces (PT)" "Candy Streets"                                                | Elizabeth Ito           | Luke Pearson & Somvilay Xayaphone           | 24 de junho de 2013 1 de dezembro de 2013     | 1014-133                                        | 2,087                  |
| Princesa Caroço diz que roubaram ela e só consegue pronunciar metade do nome da pessoa. |                  | |                         |                                             |                                               |                                                 |                        |
| 130 | 26               | "Só Magos, Tolos (BR) Só para Feiticeiros, Imbecis (PT)" "Wizards Only, Fools"                                | Nate Cash               | Jesse Moynihan & Thomas Wellmann            | 1 de julho de 2013 10 de dezembro de 2013     | 1014-134                                        | 2,499                  |
| Starchy está doente e pede para ser curado com mágica, mas a Princesa Jujuba não acredita em mágica. |                  | |                         |                                             |                                               |                                                 |                        |
| 131 | 27               | "Traje de Jake" "Jake Suit"                                                                                   | Elizabeth Ito           | Kent Osborne & Cole Sanchez                 | 15 de julho de 2013 3 de fevereiro de 2014    | 1014-135                                        | 2,457                  |
| Jake está cansado de Finn usar seu corpo como uma armadura, então ele o convence a trocar de lugares para mostrá-lo como é ruim. |                  | |                         |                                             |                                               |                                                 |                        |
| 132 | 28               | "Ser Mais" "Be More"                                                                                          | Nate Cash               | Tom Herpich & Steve Wolfhard                | 22 de julho de 2013 10 de fevereiro de 2014   | 1014-136                                        | 2,670                  |
| Finn e Jake se disfarçam como MOs para entrar a Fábrica MO e salvar BMO de um mal funcionamento. |                  | |                         |                                             |                                               |                                                 |                        |
| 133 | 29               | "Bruxa do Céu" "Sky Witch"                                                                                    | Nate Cash               | Ako Castuera & Jesse Moynihan               | 29 de julho de 2013 17 de fevereiro de 2014   | 1014-138                                        | 2,075                  |
| Quando Marceline pede ajuda da Jujuba para resgatar algo muito, muito importante das mãos de Maja, a Bruxa dos Céus, elas vão ter de enfrentar muitos perigos. |                  | |                         |                                             |                                               |                                                 |                        |
| 134 | 30               | "Frio e Fogo (BR) Gelo e Fogo (PT)" "Frost & Fire"                                                            | Elizabeth Ito           | Luke Pearson & Somvilay Xayaphone           | 5 de agosto de 2013 12 de agosto de 2014      | 1014-137                                        | 3,009                  |
| Finn tem um sonho interessante que envolve a Princesa de Fogo e o Rei Gelado lutando uns contra os outros, mas ele acorda antes que ele possa terminá-lo. Ele então decide encenar uma luta entre os dois na vida real para ver se ele pode terminar o sonho. |                  | |                         |                                             |                                               |                                                 |                        |
| 135 | 31               | "Velha Demais" "Too Old"                                                                                      | Nate Cash (Supervising) | Tom Herpich & Steve Wolfhard                | 12 de agosto de 2013 3 de março de 2014       | 1014-140                                        | 2,384                  |
| Finn já está indo em frente após sua separação com a Princesa de Fogo, e acompanha a Princesa Jujuba em uma visita ao Castelo Lemongrab. |                  | |                         |                                             |                                               |                                                 |                        |
| 136 | 32               | "Terra e Água" "Earth & Water"                                                                                | Elizabeth Ito           | Seo Kim & Somvilay Xayaphone                | 2 de setembro de 2013 14 de agosto de 2014    | 1014-141                                        | 1,864                  |
| A Princesa de Fogo passa por uma crise diante de seu passado e sua recente decepção com o Finn. Como a Princesa de Fogo tenta contemplar seus problemas com honestidade, ela ganha importantes conselhos de uma fonte improvável que muda tudo. |                  | |                         |                                             |                                               |                                                 |                        |
| 137 | 33               | "Sanduíche do Tempo" "Time Sandwich"                                                                          | Elizabeth Ito           | Kent Osborne & Cole Sanchez                 | 9 de setembro de 2013 24 de fevereiro de 2014 | 1014-139                                        | 1,984                  |
| Finn e Jake tentam desafiar as leis do tempo para recuperar o sanduíche roubado pelo Homem Mágico. |                  | |                         |                                             |                                               |                                                 |                        |
| 138 | 34               | "O Cofre" "The Vault"                                                                                         | Nate Cash               | Ako Castuera & Jesse Moynihan               | 16 de setembro de 2013 10 de março de 2014    | 1014-142                                        | 2,256                  |
| Jake ajuda o Finn a se lembrar quem é a moça assustadora que atormenta seus sonhos. |                  | |                         |                                             |                                               |                                                 |                        |
| 139 | 35               | "Jogos de Amor" "Love Games"                                                                                  | Elizabeth Ito           | Kent Osborne, Andy Ristaino, & Cole Sanchez | 23 de setembro de 2013 31 de março de 2014    | por anunciar                                    | 2,022                  |
| Princesa Geleca precisa de um marido, ou então ela vai perder o Reino Geleca para sua irmã desagradável. Finn entra em cena para salvar o dia, mas primeiro eles terão de vencer uma série de Jogos de Amor para provar ao pai da Princesa Geleca que eles estão realmente apaixonados. |                  | |                         |                                             |                                               |                                                 |                        |
| 140 | 36               | "O Trem Masmorra (BR) Comboio Masmorra (PT)" "Dungeon Train"                                                  | Nate Cash               | Tom Herpich & Steve Wolfhard                | 30 de setembro de 2013 17 de março de 2014    | 1014-144                                        | 2,043                  |
| Finn e Jake descobrem um trem onde cada vagão é uma masmorra com um novo inimigo para Finn lutar. Jake rapidamente se entedia e quer sair, mas Finn está tendo seu melhor dia e não quer sair nunca. |                  | |                         |                                             |                                               |                                                 |                        |
| 141 | 37               | "O Príncipe das Caixas" "Box Prince"                                                                          | Elizabeth Ito           | Seo Kim & Somvilay Xayaphone                | 7 de outubro de 2013 24 de março de 2014      | 1014-145                                        | 1,991                  |
| Finn conhece o Príncipe Caixa (um gato dentro de uma caixa de papelão) e descobre que o seu reino foi tomado por um impostor. Agora, Finn deve ajudar o Príncipe Caixa verdadeiro a depor o impostor. |                  | |                         |                                             |                                               |                                                 |                        |
| 142 | 38               | "Fome de Vermelho" "Red Starved"                                                                              | Nate Cash               | Ako Castuera & Jesse Moynihan               | 14 de outubro de 2013 7 de abril de 2014      | por anunciar                                    | 1,772                  |
| Finn e Jake ficam presos em uma caverna subterrânea com a Marceline, que fica perigosamente faminta por falta de vermelho. |                  | |                         |                                             |                                               |                                                 |                        |
| 143 | 39               | "Consertamos um Caminhão (BR) Consertámos uma Carrinha (PT)" "We Fixed a Truck"                               | Elizabeth Ito           | Andy Ristaino & Cole Sanchez                | 21 de outubro de 2013 14 de abril de 2014     | por anunciar                                    | 2,018                  |
| Finn encontra uma pick-up na floresta e decide com a ajuda de Jake, Homem Banana e BMO, tentar consertá-la. |                  | |                         |                                             |                                               |                                                 |                        |
| 144 | 40               | "Encontro Para Brincar" "Play Date (Parte 1)"                                                                 | Elizabeth Ito           | Seo Kim, Kent Osborne, & Somvilay Xayaphone | 4 de novembro de 2013 28 de abril de 2014     | 1014-149                                        | 1,916                  |
| Finn e Jake estão cansados das palhaçadas do Rei Gelado em volta da casa na árvore e criam uma nova brincadeira com Abracadaniel para distraí-lo. Mas na brincadeira acabam mexendo na espada feita do sangue do demônio Kee-Oth que pertencia Joshua, pai de Jake, e libertaram o demônio que capturou Jake pensando ser Joshua e levou-o para sua dimensão. |                  | |                         |                                             |                                               |                                                 |                        |
| 145 | 41               | "O Poço" "The Pit (Parte 2)"                                                                                  | Nate Cash               | Ako Castuera & Jesse Moynihan               | 18 de novembro de 2013 5 de maio de 2014      | por anunciar                                    | 2,273                  |
| Finn pede ajuda a Lady Iris para salvar Jake das mãos do demônio Kee-Oth. |                  | |                         |                                             |                                               |                                                 |                        |
| 146 | 42               | "James" "James"                                                                                               | Elizabeth Ito           | Andy Ristaino & Cole Sanchez                | 25 de novembro de 2013 12 de maio de 2014     | 1014-151                                        | 2,614                  |
| Finn e Jake vão com Princesa Jujuba e James, ajudante da Princesa, para um deserto para coletar amostras e encontram criaturas radioativas. |                  | |                         |                                             |                                               |                                                 |                        |
| 147 | 43               | "O Refri (BR) O Homem Refrigerante (PT)" "Root Beer Guy"                                                      | Adam Muto               | Graham Falk                                 | 2 de dezembro de 2013 19 de maio de 2014      | 1014-153                                        | 1,842                  |
| Desconfiado das atitudes de Finn e Jake e o envolvimento dos dois no sequestro de Princessa Jujuba, Root Beer Guy decide investigar. |                  | |                         |                                             |                                               |                                                 |                        |
| 148 | 44               | "Casamento de Maçã" "Apple Wedding"                                                                           | Nate Cash               | Tom Herpich & Steve Wolfhard                | 13 de janeiro de 2014 21 de abril de 2014     | 1014-148                                        | 1,857                  |
| O casamento de Dona Tromba e Sr. Porco. |                  | |                         |                                             |                                               |                                                 |                        |
| 149 | 45               | "Espada de Grama (BR) Lâmina de Erva (PT)" "Blade of Grass"                                                   | Elizabeth Ito           | Seo Kim & Somvilay Xayaphone                | 20 de janeiro de 2014 26 de maio de 2014      | 1014-154                                        | 2,610                  |
| Finn e Jake decidem que é hora de Finn substituir sua espada quebrada por uma feita de grama. No entanto eles percebem que a espada nova é amaldiçoada. |                  | |                         |                                             |                                               |                                                 |                        |
| 150 | 46               | "Chicletão (BR) O Chiclata (PT)" "Rattleballs"                                                                | Elizabeth Ito           | Andy Ristaino & Cole Sanchez                | 27 de janeiro de 2014 2 de junho de 2014      | 1014-156                                        | 2,213                  |
| Finn quer ser treinado por um antigo policial robô do Reino Doce . |                  | |                         |                                             |                                               |                                                 |                        |
| 151 | 47               | "O Trono Vermelho" "The Red Throne"                                                                           | Elizabeth Ito           | Seo Kim & Somvilay Xayaphone                | 10 de fevereiro de 2014 9 de junho de 2014    | 1014-158                                        | 2,107                  |
| O Rei de Fogo consegue sair de sua prisão e toma o trono de volta, Princesa de Fogo não tem certeza em pedir a ajuda de Finn depois do episódio "Frost & Fire". |                  | |                         |                                             |                                               |                                                 |                        |
| 152 | 48               | "Betty" "Betty"                                                                                               | Nate Cash & Adam Muto   | Ako Castuera & Jesse Moynihan               | 24 de fevereiro de 2014 30 de junho de 2014   | 1014-155                                        | 1,713                  |
| Depois de perder a coroa e recuperar sua sanidade, Simon quer reencontrar Betty, sua falecida esposa. |                  | |                         |                                             |                                               |                                                 |                        |
| 153 | 49               | "Péssima Hora (BR) Má Hora (PT)" "Bad Timing"                                                                 | Adam Muto               | Kent Osborne & Pendleton Ward               | 3 de março de 2014 23 de junho de 2014        | 1014-160                                        | 1,446                  |
| Princesa Caroço reencontra com um antigo colega Johnny. Nota: Esse é o episódio com mais Censuras no Brasil |                  | |                         |                                             |                                               |                                                 |                        |
| 154155 | 5051             | "Limãohope (BR) Limãoventura (PT)" "Lemonhope (2.° Especial de Hora de Aventura)"                             | Nate Cash               | Tom Herpich & Steve Wolfhard                | 10 de março de 2014 15 de agosto de 2014      | 1014-152(Primeira Parte)1014-157(Segunda Parte) | 1,967                  |
| Primeira Parte: Princesa Jujuba tenta mostrar a Lemonhope que ele precisa salvar o Reino Limão.Segunda Parte: Lemonhope tenta ficar livre da Princesa Jujuba. |                  | |                         |                                             |                                               |                                                 |                        |
| 156 | 52               | "Lista do Que Fazer Antes de Morrer do Billy (BR) A Lista de Desejos do Billy (PT)" "Billy's Bucket List"     | Nate Cash & Adam Muto   | Ako Castuera & Jesse Moynihan               | 17 de março de 2014 16 de junho de 2014       | 1014-159                                        | 2,335                  |
| Finn quer cumprir a lista de tarefas antes de morrer de Billy, mas o último item é mergulhar de costas no oceano. No final, o espírito do Billy conta para Finn que o seu pai está vivo. |                  | |                         |                                             |                                               |                                                 |                        |

### 6.ª Temporada (EUA/Brasil: 2014-2015): Arco Martin e Orgalorg
| Episódio (série) | Episódio (temp.) | Título | Dirigido por   | Storyboards por                                       | Exibição original                                                  | Código de produção | Audiência (em milhões) |
| --- | ---------------- | --- | -------------- | ----------------------------------------------------- | ------------------------------------------------------------------ | ------------------ | ---------------------- |
| 157 | 1                | "Acorda" "Wake Up (Parte 1)"                                                                                             | Elizabeth Ito  | Andy Ristaino & Cole Sanchez                          | 21 de abril de 2014 4 de agosto de 2014                            | 1025-166           | 3,32                   |
| Billy revela a Finn que seu pai está vivo na Cidadela. Finn decide ir a cidade para procurar seu pai, mas Prismo revela que a cidade é uma prisão cósmica e só poderá entrar na cidade cometendo um crime cósmico.                                          |                  | |                |                                                       |                                                                    |                    |                        |
| 158 | 2                | "Fuga da Cidadela" "Escape From The Citadel (Parte 2)"                                                                   | Adam Muto      | Tom Herpich & Steve Wolfhard                          | 21 de abril de 2014 4 de agosto de 2014                            | 1025-163           | 3,32                   |
| Finn, Jake e o pai do Finn tentam fugir da prisão cósmica de Cidadela. Mas Lich atrapalha as coisas. |                  | |                |                                                       |                                                                    |                    |                        |
| 159 | 3                | "James II" "James II" | Elizabeth Ito  | Seo Kim & Somvilay Xayaphone                          | 28 de abril de 2014 11 de agosto de 2014 30 de maio de 2015        | 1025-164           | 2,03                   |
| Princesa Jujuba começa a desconfiar dos atos heroicos de James. |                  | |                |                                                       |                                                                    |                    |                        |
| 160 | 4                | "A Torre" "The Tower" | Andres Salaff  | Tom Herpich & Steve Wolfhard                          | 5 de maio de 2014 18 de agosto de 2014                             | 1025-168           | 2,10                   |
| As princesas de Ooo ficaram sabendo que Finn perdeu o braço e cada uma fez um braço novo para Finn, mas ele não gostou de nenhum e decidiu construir uma torre para o espaço para encontrar seu pai novamente e arrancar o braço do seu pai para se vingar. |                  | |                |                                                       |                                                                    |                    |                        |
| 161 | 5                | "Cara Triste" "Sad Face"                                                                                                 | Adam Muto      | Graham Falk                                           | 12 de maio de 2014 25 de agosto de 2014                            | 1025-162           | 1,77                   |
| Uma vez por mês, a cauda de Jake se estende para fora da casa da árvore para trabalhar como palhaço no circo. |                  | |                |                                                       |                                                                    |                    |                        |
| 162 | 6                | "Breezinha" "Brezzy" | Andres Salaff  | Derek Ballard & Jesse Moynihan                        | 5 de junho de 2014 1 de setembro de 2014                           | 1025-165           | 2,27                   |
| Finn conhece uma abelha chamada Breezy que substitui seu braço perdido. Agora, Finn quer voltar ao jogo do namoro. |                  | |                |                                                       |                                                                    |                    |                        |
| 163 | 7                | "Cadeia Alimentar" "Food Chain"                                                                                          | Masaaki Yuasa  | Masaaki Yuasa                                         | 12 de junho de 2014 17 de novembro de 2014 30 de maio de 2015      | 1025-161           | N/A                    |
| Finn e Jake aprendem um pouco sobre a cadeia alimentar mas de uma maneira um pouco diferente. |                  | |                |                                                       |                                                                    |                    |                        |
| 164 | 8                | "Móveis e Carne" "Furniture & Meat"                                                                                      | Elizabeth Ito  | Andy Ristaino & Cole Sanchez                          | 19 de junho de 2014 15 de setembro de 2014                         | 1025-171           | 1,86                   |
| Finn e Jake tentam gastar todo o tesouro que acumularam durante os anos. |                  | |                |                                                       |                                                                    |                    |                        |
| 165 | 9                | "O Príncipe Que Queria Tudo" "The Prince Who Wanted Everything"                                                          | Adam Muto      | Adam Muto, Kent Osborne, Emily Partridge, & Bert Youn | 26 de junho de 2014 30 de março de 2015                            | 1025-167           | 2,48                   |
| Princesa Caroço sequestra Rei Gelado para que ele possa ler uma história de Fionna & Cake de sua autoria. |                  | |                |                                                       |                                                                    |                    |                        |
| 166 | 10               | "Alguma Coisa Grande(BR) Algo Grande (PT)" "Something Big"                                                               | Andres Salaff  | Jesse Moynihan                                        | 3 de julho de 2014 22 de setembro de 2014                          | 1025-170           | 1,95                   |
| O Reino Doce é atacado por Maja e um ancião misterioso. |                  | |                |                                                       |                                                                    |                    |                        |
| 167 | 11               | "Irmãozinho" "Little Brother"                                                                                            | Elizabeth Ito  | Madéleine Flores & Adam Muto                          | 10 de julho de 2014 29 de setembro de 2014                         | 1025-172           | 2,10                   |
| Um novo papel é confiado a Shelby depois de um acidente numa festa. |                  | |                |                                                       |                                                                    |                    |                        |
| 168 | 12               | "Ocarina" "Ocarina" | Andres Salaff  | Tom Herpich & Steve Wolfhard                          | 17 de julho de 2014 6 de outubro de 2014                           | 1025-173           | 1,86                   |
| Kim Kil Whan tenta fazer o seu pai agir de forma mais adulta |                  | |                |                                                       |                                                                    |                    |                        |
| 169 | 13               | "Obrigado Pelas Maçãs, Giuseppe!(BR) Obrigado Pelas Maçãs Ácidas, Giuseppe! (PT)" "Thanks for the Crabapples, Giuseppe!" | Elizabeth Ito  | Seo Kim & Somvilay Xayaphone                          | 24 de julho de 2014 13 de outubro de 2014                          | 1025-174           | 2,18                   |
| Rei Gelado e uma banda de magos deslocados embarcam em uma viagem mistica. |                  | |                |                                                       |                                                                    |                    |                        |
| 170 | 14               | "O Dia da Princesa(BR) Dia das Princesas (PT)" "Princess Day"                                                            | Elizabeth Ito  | Seo Kim & Somvilay Xayaphone                          | 31 de julho de 2014 20 de abril de 2015                            | 1025-169           | N/A                    |
| É Dia da Princesa em Ooo. Sabe o que isso significa. Sim, Caroço e Marceline trabalhando juntas para fazerem pegadinhas com a Princesa Café da Manhã. |                  | |                |                                                       |                                                                    |                    |                        |
| 171 | 15               | "Nêmesis(BR) Némesis (PT)" "Nemesis"                                                                                     | Andres Salaff  | Derek Ballard & Jesse Moynihan                        | 7 de agosto de 2014 20 de outubro de 2014                          | 1025-175           | 1,90                   |
| Uma pessoa chamada Mestre da Paz tenta salvar o Reino Doce da ameaça que ele acha ser o Mordomo Menta. |                  | |                |                                                       |                                                                    |                    |                        |
| 172 | 16               | "Joshua e Margaret(BR) As Investigações de Joshua e Margaret (PT)" "Joshua & Margaret Investigations"                    | Elizabeth Ito  | Andy Ristaino & Cole Sanchez                          | 14 de agosto de 2014 3 de novembro de 2014                         | 1025-176           | 2,05                   |
| Jake conta como nasceu. |                  | |                |                                                       |                                                                    |                    |                        |
| 173 | 17               | "Mosca Fantasma" "Ghost Fly"                                                                                             | Cole Sanchez   | Graham Falk & Cole Sanchez                            | 28 de outubro de 2014 1 de dezembro de 2014                        | 1025-181           | 1,30                   |
| A árvore de Finn e Jake é assombrada pelo espírito de uma mosca morta. |                  | |                |                                                       |                                                                    |                    |                        |
| 174 | 18               | "Tudo é Jake" "Everything's Jake"                                                                                        | Cole Sanchez   | Seo Kim & Somvilay Xayaphone                          | 24 de novembro de 2014 15 de dezembro de 2014                      | 1025-184           | 1,59                   |
| Jake fica preso dentro de seu sonho. |                  | |                |                                                       |                                                                    |                    |                        |
| 175 | 19               | "É você?(BR) És Tu? (PT)" "Is That You?"                                                                                 | Andres Salaff  | Jesse Moynihan                                        | 25 de novembro de 2014 22 de dezembro de 2014                      | 1025-182           | 1,76                   |
| Jake age estranhamente no dia de memória a morte de Prismo. |                  | |                |                                                       |                                                                    |                    |                        |
| 176 | 20               | "Jake, o Tijolo" "Jake the Brick"                                                                                        | Kent Osborne   | Kent Osborne                                          | 26 de novembro de 2014 8 de dezembro de 2014                       | 1025-177           | 2,00                   |
| Jake quer seguir o sonho de infância de ser um tijolo em uma casa prestes a cair. |                  | |                |                                                       |                                                                    |                    |                        |
| 177 | 21               | "Dentista" "Dentist" | Andres Salaff  | Tom Herpich & Steve Wolfhard                          | 28 de novembro de 2014 2 de fevereiro de 2015                      | 1025-188           | 1,40                   |
| Quando a dor de dente do Finn fica muito forte para aguentar, ele não tem escolha a não ser ir ao dentista, onde ele encontra um velho rival. |                  | |                |                                                       |                                                                    |                    |                        |
| 178 | 22               | "O Resfriador(BR) O Arrefecimento (PT)" "The Cooler"                                                                     | Cole Sanchez   | Andy Ristaino & Cole Sanchez                          | 4 de dezembro de 2014 9 de fevereiro de 2015 17 de outubro de 2015 | 1025-186           | 1,84                   |
| O Reino de Fogo se depara com um desastre natural, então a Princesa de Fogo busca ajuda de uma aliada improvável. |                  | |                |                                                       |                                                                    |                    |                        |
| 179 | 23               | "A Guerra do Pijama" "The Pajama War"                                                                                    | Cole Sanchez   | Seo Kim & Somvilay Xayaphone                          | 8 de janeiro de 2015 16 de fevereiro de 2015                       | 1025-189           | 2,04                   |
| Quando Finn e a Princesa Jujuba somem de uma festa do pijama os outros convidados entram em pânico. |                  | |                |                                                       |                                                                    |                    |                        |
| 180 | 24               | "Evergreen" "Evergreen"                                                                                                  | Andres Salaff  | Tom Herpich & Steve Wolfhard                          | 15 de janeiro de 2015 10 de novembro de 2014                       | 1025-178           | 1,75                   |
| A história de Mestre Evergreen, e seu jovem assistente, Gunter numa época pré-histórica, muito antes da Guerra dos Cogumelos. |                  | |                |                                                       |                                                                    |                    |                        |
| 181 | 25               | "Plano Astral" "Astral Plane"                                                                                            | Andres Salaff  | Jesse Moynihan & Jillian Tamaki                       | 22 de janeiro de 2015 24 de dezembro de 2014                       | 1025-180           | 1,86                   |
| Finn volta ao Plano Astral. Este episódio ganhou notoriedade por ele ter vazado no site Cartoon Network GO! no Brasil e México meses antes dele ser transmitido oficialmente nos Estados Unidos que transmitiu no mês de fevereiro.                         |                  | |                |                                                       |                                                                    |                    |                        |
| 182 | 26               | "Estrelas de Ouro(BR) Estrelas Douradas (PT)" "Gold Stars"                                                               | Elizabeth Ito  | Seo Kim & Somvilay Xayaphone                          | 29 de janeiro de 2015 8 de setembro de 2015                        | 1025-179           | 1,85                   |
| O filho do Senhor Porco, Doce P (o Lich), se vê em apuros no seu primeiro dia de aula. |                  | |                |                                                       |                                                                    |                    |                        |
| 183 | 27               | "A Visita(BR) O Visitante (PT)" "The Visitor"                                                                            | Andres Salaff  | Tom Herpich & Steve Wolfhard                          | 5 de fevereiro de 2015 23 de fevereiro de 2015                     | 1025-183           | 1,71                   |
| Finn é levado a uma civilização amigável, e um local de um acidente misterioso. |                  | |                |                                                       |                                                                    |                    |                        |
| 184 | 28               | "A Montanha" "The Mountain"                                                                                              | Andres Salaff  | Sam Alden & Jesse Moynihan                            | 12 de fevereiro de 2015 9 de março de 2015 17 de outubro de 2015   | 1025-187           | 1,67                   |
| Finn e Lemongrab vão até a Montanha de Mateus. |                  | |                |                                                       |                                                                    |                    |                        |
| 185 | 29               | "Roxo Escuro(BR) Violeta Escuro (PT)" "Dark Purple"                                                                      | Adam Muto      | Sloane Leong & Adam Muto                              | 19 de fevereiro de 2015 16 de março de 2015 24 de outubro de 2015  | 1025-185           | 2,15                   |
| Susana Forte e seus associados se infiltram na estranha e misteriosa fábrica Super Porp. |                  | |                |                                                       |                                                                    |                    |                        |
| 186 | 30               | "O Diário" "The Diary"                                                                                                   | Cole Sanchez   | Jiliam Tamaki                                         | 26 de fevereiro de 2015 23 de março de 2015                        | 1025-190           | 1,91                   |
| TV, filho de Jake, encontra um diário que sobreviveu a décadas e contém um mistério a ser revelado. |                  | |                |                                                       |                                                                    |                    |                        |
| 187 | 31               | "Nozes e Chuva" "Walnuts & Rain"                                                                                         | Andres Salaff  | Tom Herpich                                           | 5 de março de 2015 30 de março de 2015 25 de outubro de 2015       | 1025-193           | 1,68                   |
| Quando Finn e Jake entram por dois buracos diferentes, eles tem dois destinos diferentes. |                  | |                |                                                       |                                                                    |                    |                        |
| 188 | 32               | "Amigos para Sempre" "Friends Forever"                                                                                   | Cole Sanchez   | Andy Ristaino & Cole Sanchez                          | 16 de abril de 2015 6 de abril de 2015                             | 1025-191           | 1,57                   |
| Rei Gelado tem um plano perfeito para formar um ciclo de confidentes. |                  | |                |                                                       |                                                                    |                    |                        |
| 189 | 33               | "Jermaine" "Jermaine" | Andres Salaff  | Brandon Graham & Jesse Moynihan                       | 23 de abril de 2015 13 de abril de 2015                            | 1025-192           | 1,53                   |
| Após um encontro assustador em um sonho, Finn e Jake decidem se reconectar com seu irmão recluso. |                  | |                |                                                       |                                                                    |                    |                        |
| 190 | 34               | "Chips e Sorvete(BR) Batatas fritas e Gelado (PT)" "Chips & Ice Cream"                                                   | Cole Sanchez   | Seo Kim & Somvilay Xayaphone                          | 30 de abril de 2015 4 de maio de 2015 7 de novembro de 2015        | 1025-194           | 1,69                   |
| Os artistas favoritos de BMO começam a morar nas orelhas de Jake. |                  | |                |                                                       |                                                                    |                    |                        |
| 191 | 35               | "Historinhas(BR) Contos 1000 (PT)" "Graybles 1000+"                                                                      | Andres Salaff  | Steve Wolfhard                                        | 7 de maio de 2015 11 de maio de 2015 7 de novembro de 2015         | 1025-195           | 1,58                   |
| Cuber deverá confiar em seu saco de Historinhas para sobreviver num planeta alienígena. |                  | |                |                                                       |                                                                    |                    |                        |
| 192 | 36               | "Amor Cósmico(BR) O Pio da Coruja (PT)" "Hoots"                                                                          | Adam Muto      | Andy Ristaino e Kent Osborne                          | 14 de maio de 2015 18 de maio de 2015 8 de novembro de 2015        | 1025-196           | 1,54                   |
| Coruja Cósmica fica apaixonado. |                  | |                |                                                       |                                                                    |                    |                        |
| 193 | 37               | "Zoando no Parque Aquático(BR) Partida no Parque Aquático (PT)" "Water Park Prank"                                       | David Ferguson | David Ferguson                                        | 21 de maio de 2015 3 de agosto de 2015                             | 1025-202           | 1,42                   |
| Após salvar a princesa Orangotango, Finn e Jake vão a um parque aquático para um dia de diversão. |                  | |                |                                                       |                                                                    |                    |                        |
| 194 | 38               | "Você Esqueceu As Boias(BR) Não Levaste as Boias (PT)" "You Forgot Your Floaties"                                        | Andres Salaff  | Jesse Moynihan                                        | 1 de junho de 2015 10 de agosto de 2015 14 de novembro de 2015     | 1025-197           | 1,57                   |
| Finn e Jake vão até a casa do Homem Mágico atrás de Betty. |                  | |                |                                                       |                                                                    |                    |                        |
| 195 | 39               | "Fofura(BR) Faz Miminhos (PT)" "Be Sweet"                                                                                | Elizabeth Ito  | Seo Kim e Somvilay Xayaphone                          | 2 de junho de 2015 17 de agosto de 2015 15 de novembro de 2015     | 1025-199           | 1,66                   |
| Princesa Caroço fica de babá de Docinho. |                  | |                |                                                       |                                                                    |                    |                        |
| 196 | 40               | "O Orgalorg(BR) Orgalorg (PT)" "Orgalorg"                                                                                | Andres Salaff  | Graham Falk                                           | 3 de junho de 2015 24 de agosto de 2015 21 de novembro de 2015     | 1025-198           | 1,30                   |
| Gunther tem visões estranhas após bater a cabeça. |                  | |                |                                                       |                                                                    |                    |                        |
| 197 | 41               | "Em Fuga" "On the Lam"                                                                                                   | Elizabeth Ito  | Seo Kim, Cole Sanchez e Somvilay Xayaphone            | 4 de junho de 2015 31 de agosto de 2015 21 de novembro de 2015     | 1025-201           | 1,46                   |
| Martin ajuda uma raça de coalas a lutar contra a opressão. |                  | |                |                                                       |                                                                    |                    |                        |
| 198 | 42               | "Grande Destruição(BR) Colapso Escaldante (PT)" "Hot Diggity Doom (Parte 1)"                                             | Andres Salaff  | Tom Herpich e Steve Wolfhard                          | 5 de junho de 2015 7 de setembro de 2015 22 de novembro de 2015    | 1025-203           | 1,55                   |
| Algo no céu distrai Jujuba das eleições no Reino Doce. |                  | |                |                                                       |                                                                    |                    |                        |
| 199 | 43               | "O Cometa" "The Comet (Parte 2)"                                                                                         | Elizabeth Ito  | Jesse Moynihan e Andy Ristaino                        | 5 de junho de 2015 7 de setembro de 2015 22 de novembro de 2015    | 1025-200           | 1,55                   |
| Finn, Jake e Orgalorg vão de encontro a um cometa e encaram seus destinos. |                  | |                |                                                       |                                                                    |                    |                        |

### 7.ª Temporada (EUA: 2015-2016; Brasil: 2016): Arco Marceline: Parte 1
Em 25 de julho de 2014 a série foi renovada para mais uma temporada. Em Fevereiro de 2015 foi confirmado que Adventure Time ganharia uma minissérie entre a 6.ª e a 7.ª temporada. A emissora divulgou que iria produzir uma minissérie especial, que teria como trama uma aventura onde Jake e Finn enfrentarão uma ameaça nova, enquanto Princesa Jujuba libera um fantasma do passado de Marceline. Ele começou a ser exibida em 2 de novembro de 2015.
| Episódio (série) | Episódio (temp.) | Título | Dirigido por                  | Escrito e storyboards por         | Exibição original                                                 | Código de produção                 | Audiência (em milhões) |
| --- | ---------------- | --- | ----------------------------- | --------------------------------- | ----------------------------------------------------------------- | ---------------------------------- | ---------------------- |
| 200 | 1                | "Bonnie & Neddy" "Bonnie & Neddy" | Andres Salaff                 | Tom Herpich e Steve Wolfhard      | 2 de novembro de 2015 4 de janeiro de 2016 19 de março de 2016    | 1034-209                           | 1,07                   |
| Finn e Jake descobrem um dos maiores segredos do Ooo. |                  | |                               |                                   |                                                                   |                                    |                        |
| 201 | 2                | "Verminhos(BR) Pestes (PT)" "Varmints" | Elizabeth Ito                 | Kris Mukai e Adam Muto            | 3 de novembro de 2015 11 de janeiro de 2016 19 de março de 2016   | 1034-208                           | 1,31                   |
| Marceline ajuda Princesa Jujuba a lidar com verminhos que estão acabando com a plantação de abóboras dela. |                  | |                               |                                   |                                                                   |                                    |                        |
| 202 | 3                | "Cerejinha" "Cherry Cream Soda" | Adam Muto                     | Graham Falk                       | 4 de novembro de 2015 18 de Janeiro de 2016 20 de março de 2016   | 1034-206                           | 1,22                   |
| Com a chegada de um visitante inesperado, a vida de Cherry Cream Soda muda totalmente. |                  | |                               |                                   |                                                                   |                                    |                        |
| 203 | 4                | "Mamãe Disse(BR) A Mamã Disse (PT)" "Mama Said" | Elizabeth Ito                 | Kris Mukai e Kent Osborne         | 5 de novembro de 2015 25 de janeiro de 2016 20 de março de 2016   | 1034-218                           | 1,16                   |
| A lealdade de Finn e Jake entra em questão quando a "Princesa Rei do Ooo" ordena eles interceptar um cogumelo voador. |                  | |                               |                                   |                                                                   |                                    |                        |
| 204 | 5                | "Fútbol(BR) Futebol (PT)" "Football" | Andres Salaff                 | Emily Partridge e Luke Pearson    | 6 de novembro de 2015 1 de fevereiro de 2016 26 de março de 2016  | 1034-207                           | 1,26                   |
| BMO troca de lugar com Futebol por um dia. |                  | |                               |                                   |                                                                   |                                    |                        |
| 205 | 6                | "Estaca Zero Parte 1: Marceline a Rainha Vampira(BR) Marceline a Rainha dos Vampiros (PT)" "Stakes Part 1: Marceline the Vampire Queen (Parte 1 da minissérie especial de Hora de Aventura)" | Andres Salaff                 | Ako Castuera e Jesse Moynihan     | 16 de novembro de 2015 22 de maio de 2016 26 de março de 2016     | 1034-212                           | 1,87                   |
| Finn e Jake caça um predador sombrio e Marceline pede Princesa Jujuba um favor. |                  | |                               |                                   |                                                                   |                                    |                        |
| 206 | 7                | "Estaca Zero Parte 2: Tudo Permanece(BR) Tudo Fica (PT)" "Stakes Part 2: Everything Stays (Parte 2 da minissérie especial de Hora de Aventura)"                                              | Elizabeth Ito                 | Adam Muto e Hanna K. Nyström      | 16 de novembro de 2015 22 de maio de 2016 2 de abril de 2016      | 1034-213                           | 1,87                   |
| Marceline relembra sua vida no seu último dia na terra de Ooo. |                  | |                               |                                   |                                                                   |                                    |                        |
| 207 | 8                | "Estaca Zero Parte 3: Vampiros por aí(BR) Vampiros à Solta (PT)" "Stakes Part 3: Vamps About (Parte 3 da minissérie especial de Hora de Aventura)"                                           | Andres Salaff                 | Tom Herpich e Steve Wolfhard      | 17 de novembro de 2015 22 de maio de 2016 2 de abril de 2016      | 1034-214                           | 1,82                   |
| Conheça os cincos maiores inimigos de Marceline. |                  | |                               |                                   |                                                                   |                                    |                        |
| 208 | 9                | "Estaca Zero Parte 4: Os Olhos da Emperatriz(BR) Os Olhos da Imperatriz (PT)" "Stakes Part 4: The Empress Eyes (Parte 4 da minissérie especial de Hora de Aventura)"                         | Elizabeth Ito                 | Seo Kim e Somvilay Xayaphone      | 17 de novembro de 2015 22 de maio de 2016 3 de abril de 2016      | 1034-215                           | 1,82                   |
| A Imperatriz tem como alvo o Reino Gelado e Marceline corre para salvar Simon. |                  | |                               |                                   |                                                                   |                                    |                        |
| 209 | 10               | "Estaca Zero Parte 5: Posso Entrar ?" "Stakes Part 5: May I Come In? (Parte 5 da minissérie especial de Hora de Aventura)"                                                                   | Adam Muto                     | Emily Partridge e Luke Pearson    | 18 de novembro de 2015 22 de maio de 2016 3 de abril de 2016      | 1034-216                           | 1,85                   |
| A Imperatriz tem como alvo o Reino Gelado e Marceline corre para salvar Simon. |                  | |                               |                                   |                                                                   |                                    |                        |
| 210 | 11               | "Estaca Zero Parte 6: Levem sem brincar(BR) Levá-la de Volta (PT)" "Stakes Part 6: Take Her Back (Parte 6 da minissérie especial de Hora de Aventura)"                                       | Andres Salaff                 | Ako Castuera e Jesse Moynihan     | 18 de novembro de 2015 22 de maio de 2016 9 de abril de 2016      | 1034-217                           | 1,85                   |
| Princesa Jujuba procura uma cura para Marceline. Finn e Jake lutam contra a vampira Lua. |                  | |                               |                                   |                                                                   |                                    |                        |
| 211 | 12               | "Estaca Zero Parte 7: Xeque-Mate" "Stakes Part 7: Checkmate (Parte 7 da minissérie especial de Hora de Aventura)"                                                                            | Elizabeth Ito                 | Ako Castuera e Jesse Moynihan     | 19 de novembro de 2015 22 de maio de 2016 9 de abril de 2016      | 1034-222                           | 1,70                   |
| Marceline recebe a visita do Rei Vampiro, mas ele faz uma proposta estranha antes da batalha. |                  | |                               |                                   |                                                                   |                                    |                        |
| 212 | 13               | "Estaca Zero Parte 8: A Nuvem Sombria(BR) A Nuvem Negra (PT)" "Stakes Part 8: The Dark Cloud (Parte 8 da minissérie especial de Hora de Aventura)"                                           | Andres Salaff                 | Tom Herpich e Steve Wolfhard      | 19 de novembro de 2015 22 de maio de 2016 10 de abril de 2016     | 1034-219                           | 1,70                   |
| A batalha final começa. |                  | |                               |                                   |                                                                   |                                    |                        |
| 213214 | 1415             | "Quanto Mais Moe Dentro,Mais Conhecimento(BR) O Regresso de Moe (PT)" "The More You Moe, the Moe You Know (2.° Especial de Natal) e o (3.° Especial de Hora de Aventura)"                    | Andres Salaff e Elizabeth Ito | Tom Herpich e Steve Wolfhard      | 3 de dezembro de 2015 27 de março de 2016 16 de abril de 2016     | 1034-224(Parte 1)1034-228(Parte 2) | 1,20                   |
| Moe visita a Casa na Árvore para uma festa de aniversário surpresa para BMO. Enquanto a missão de BMO está à beira do desastre, Finn e Jake hospedam um estranho hóspede. Enquanto isso BMO antecipa animadamente um hóspede que comparece a sua festa de aniversário. |                  | |                               |                                   |                                                                   |                                    |                        |
| 215 | 16               | "Chuvas de Verão" "Summer Showers" | Elizabeth Ito                 | Graham Falk                       | 7 de janeiro de 2016 8 de fevereiro de 2016 17 de abril de 2016   | 1034-223                           | 1,10                   |
| Viola tem um papel em uma peça por uma nova diretora, a Princesa Caroço. |                  | |                               |                                   |                                                                   |                                    |                        |
| 216 | 17               | "Rostinho de Anjo(BR) Cara de Anjo (PT)" "Angel Face" | Elizabeth Ito                 | Seo Kim e Somvilay Xayaphone      | 11 de janeiro de 2016 15 de fevereiro de 2016 17 de abril de 2016 | 1034-210                           | 1,11                   |
| BMO convence seus amigos para jogarem um jogo de roleplay de Cowboy. |                  | |                               |                                   |                                                                   |                                    |                        |
| 217 | 18               | "Presidente Botinho Desaparecido(BR) O Presidente Golfinho Desapareceu (PT)" "President Porpoise Is Missing!"                                                                                | Andres Salaff                 | Kent Osborne e Sam Alden          | 12 de janeiro de 2016 22 de fevereiro de 2016 23 de abril de 2016 | 1034-211                           | 1,21                   |
| Finn e Jake tentam encontrar o Presidente Golfinho antes que o Vice-Presidente Baiacu tome controle. |                  | |                               |                                   |                                                                   |                                    |                        |
| 218 | 19               | "Meninas de Olhos Vazios" "Blank-Eyed Girl" | Andres Salaff                 | Seo Kim e Somvilay Xayaphone      | 13 de janeiro de 2016 29 de fevereiro de 2016 23 de abril de 2016 | 1034-220                           | 1,12                   |
| Em uma noite muito assustadora, Finn e Jake ficam cara a cara com um mito urbano. |                  | |                               |                                   |                                                                   |                                    |                        |
| 219 | 20               | "Onda Ruim(BR) Más Ondas (PT)" "Bad Judies" | Kristen Lepore                | Kristen Lepore                    | 14 de janeiro de 2016 26 de janeiro de 2016 24 de abril de 2016   | 1034-205                           | 1,22                   |
| Finn, Jake, Princesa Caroço e BMO buscam abrigo após serem pegos por um clima mortal.Nota: Esse episódio foi feito em versão de Stop motion. |                  | |                               |                                   |                                                                   |                                    |                        |
| 220 | 21               | "Resgate de Rei(BR) O Resgate do Rei (PT)" "King's Ransom" | Adam Muto                     | Andres Salaff e Hanna K. Nyström  | 15 de janeiro de 2016 7 de março de 2016 24 de abril de 2016      | 1034-221                           | 1,12                   |
| Rei Gelado sofre uma perda dolorosa e cabe a Finn e Jake encontrar o culpado. |                  | |                               |                                   |                                                                   |                                    |                        |
| 221 | 22               | "Pilantras(BR) Trapaceiros (PT)" "Scamps" | Elizabeth Ito                 | Kent Osborne e Somvilay Xayaphone | 21 de janeiro de 2016 14 de março de 2016 30 de abril de 2016     | 1034-225                           | 1,45                   |
| Finn leva um grupo de crianças encrenqueiras a um acampamento. |                  | |                               |                                   |                                                                   |                                    |                        |
| 222 | 23               | "Mistura de Realidades(BR) Passagem (PT)" "Crossover" | Andres Salaff                 | Jesse Moynihan e Sam Alden        | 28 de janeiro de 2016 21 de março de 2016 8 de outubro de 2016    | 1034-226                           | 1,13                   |
| Prismo precisa da ajuda de Finn e Jake para evitar que uma catástrofe aconteça no multiverso. |                  | |                               |                                   |                                                                   |                                    |                        |
| 223 | 24               | "O Salão de Saída(BR) Salão de Egresso (PT)" "The Hall of Egress" | Andres Salaff                 | Tom Herpich                       | 5 de março de 2016 4 de julho de 2016 9 de outubro de 2016        | 1034-227                           | 1,24                   |
| Encurralado e sozinho, Finn deve desvendar o enigma da caverna sem saída. |                  | |                               |                                   |                                                                   |                                    |                        |
| 224 | 25               | "Feitiço da Flauta(BR) Feitiço Musical (PT)" "Flute Spell" | Andres Salaff                 | Sam Alden e Jesse Moynihan        | 12 de março de 2016 18 de julho de 2016 9 de outubro de 2016      | 1042-231                           | 1,01                   |
| Finn tem encontros secretos com uma maga poderosa. |                  | |                               |                                   |                                                                   |                                    |                        |
| 225 | 26               | "A Fina Linha Amarela" "The Thin Yellow Line" | Adam Muto                     | KC Green e Emily Partridge        | 19 de março de 2016 25 de julho de 2016 15 de outubro de 2016     | 1042-233                           | 1,15                   |
| Finn e Jake descobrem uma conspiração após se infiltrarem nas tropas dos Guardas Banana. |                  | |                               |                                   |                                                                   |                                    |                        |

### 8.ª Temporada (EUA: 2016-2017; Brasil: 2016-2018): Arco Marceline: Parte 2 + Arco Finn e Elementos: Parte 1
| Episódio (série) | Episódio (temp.) | Título | Dirigida por  | Escrito e storyboards por               | Exibição original                                                | Código de produção | Audiência (em milhões) |
| --- | ---------------- | --- | ------------- | --------------------------------------- | ---------------------------------------------------------------- | ------------------ | ---------------------- |
| 226 | 1                | "Coroa Quebrada(BR) Avaria na Coroa (PT)" "Broke His Crown"                                                                              | Elizabeth Ito | Ako Castuera e Hanna K. Nyström         | 26 de março de 2016 1 de agosto de 2016 3 de junho de 2017       | 1034-234           | 1,13                   |
| A coroa mágica do Rei Gelado fica maluca, fazendo Marceline e Princesa Jujuba recorrerem a medidas extremas para ajudá-lo.                                 |                  | |               |                                         |                                                                  |                    |                        |
| 227 | 2                | "Não Olhe(BR) Não Olhes (PT)" "Don't Look"                                                                                               | Elizabeth Ito | Seo Kim e Somvilay Xayaphone            | 2 de abril de 2016 8 de agosto de 2016 3 de junho de 2017        | 1034-230           | 1,13                   |
| No topo da Montanha da Morte, Finn descobre um tesouro cujo preço é alto.                                                                                  |                  | |               |                                         |                                                                  |                    |                        |
| 228 | 3                | "Além da Gruta(BR) Para Além da Gruta (PT)" "Beyond the Grotto"                                                                          | Andres Salaff | Seo Kim e Somvilay Xayaphone            | 9 de abril de 2016 15 de agosto de 2016 10 de junho de 2017      | 1034-235           | 1,06                   |
| Enquanto perseguem um Toucinho do Mar em fuga, Finn e Jake são levados por um turbilhão a uma nova e curiosa terra.                                        |                  | |               |                                         |                                                                  |                    |                        |
| 229 | 4                | "Lady Íris da Dimensão do Cristal(BR) Lady Íriscórnio da Dimensão Cristal (PT)" "Lady Rainicorn of the Crystal Dimension"                | Elizabeth Ito | Graham Falk                             | 16 de abril de 2016 22 de agosto de 2016 10 de junho de 2017     | 1034-232           | 0,90                   |
| TV, o filho de Jake, encontra uma caixa escondida e chama a atenção de um iriscórnio superlegal chamado Lee.                                               |                  | |               |                                         |                                                                  |                    |                        |
| 230 | 5                | "Sou uma Espada" "I Am a Sword" | Andres Salaff | Sam Alden e Jesse Moynihan              | 23 de abril de 2016 29 de agosto de 2016 17 de junho de 2017     | 1034-236           | 0,91                   |
| Finn começa a ter pesadelos sobre sua espada desaparecida... Mas será que são mesmo pesadelos?                                                             |                  | |               |                                         |                                                                  |                    |                        |
| 231 | 6                | "Canelita(BR) Canelinha (PT)" "Bun Bun"                                                                                                  | Elizabeth Ito | Seo Kim e Somvilay Xayaphone            | 5 de maio de 2016 5 de setembro de 2016 17 de junho de 2017      | 1034-240           | 1,01                   |
| Finn leva uma encomenda especial para Canelinha, no Reino de Fogo, mas o preço a pagar pode ser alto.                                                      |                  | |               |                                         |                                                                  |                    |                        |
| 232 | 7                | "O Normal(BR) O Homem Normal (PT)" "Normal Man"                                                                                          | Andres Salaff | Sam Alden e Jesse Moynihan              | 12 de maio de 2016 30 de janeiro de 2017 24 de junho de 2017     | 1034-241           | 1,38                   |
| Desprovido dos seus poderes mágicos, Homem Normal pede ajuda a Finn e Jake para salvar seu irmão, Glob.                                                    |                  | |               |                                         |                                                                  |                    |                        |
| 233 | 8                | "Elemental(BR) Elementar (PT)" "Elemental"                                                                                               | Elizabeth Ito | Kent Osborne                            | 19 de maio de 2017 19 de setembro de 2016 24 de junho de 2017    | 1034-242           | 1,17                   |
| Rei Gelado encontra algo enterrado nas profundezas do Reino Gelado que pode mudar Ooo para sempre.                                                         |                  | |               |                                         |                                                                  |                    |                        |
| 234 | 9                | "Cinco Tabelinhas" "Five Short Tables"                                                                                                   | Elizabeth Ito | Kris Mukai e Aleks Sennwald             | 26 de maio de 2016 12 de setembro de 2016 1 de julho de 2017     | 1034-237           | 1,36                   |
| Fionna e Cake embarcam numa aventura culinária para levar a arte de Cake a um novo patamar.                                                                |                  | |               |                                         |                                                                  |                    |                        |
| 235 | 10               | "O Buraco Musical" "The Music Hole" | Andres Salaff | Polly Guo e Andres Salaff               | 23 de junho de 2016 26 de setembro de 2016 1 de julho de 2017    | 1034-239           | 1,15                   |
| Enquanto julga a maior Batalha de Bandas da história de Ooo, Finn escuta uma nova música misteriosa.                                                       |                  | |               |                                         |                                                                  |                    |                        |
| 236 | 11               | "Guerra de Cartas Com Pai e Filha" "Daddy-Daughter Card Wars"                                                                            | Andres Salaff | Adam Muto e Steve Wolfhard              | 7 de julho de 2016 11 de julho de 2016 8 de outubro de 2016      | 1034-238           | 1,16                   |
| Para deixar seu passado embaraçoso para trás, Jake precisa da ajuda de sua filha, Charlie, para vencer um torneio underground de Guerra de Cartas.         |                  | |               |                                         |                                                                  |                    |                        |
| 237 | 12               | "Pré-Início" "Preboot (Parte 1)" | Adam Muto     | Adam Muto e Aleks Sennwald              | 19 de novembro de 2016 30 de janeiro de 2017 13 de julho de 2017 | 1034-243           | 0,77                   |
| Durante uma escavação de artefatos humanos, Finn, Jake e Susan Forte são recepcionados por um estranho misterioso que pode guardar a chave para o passado. |                  | |               |                                         |                                                                  |                    |                        |
| 238 | 13               | "Re-Início" "Reboot (Parte 2)" | Elizabeth Ito | Tom Herpich e Steve Wolfhard            | 19 de novembro de 2016 30 de janeiro de 2017 13 de julho de 2017 | 1034-234           | 0,77                   |
| Finn e Jake deverão enfrentar um dos inimigos mais perigosos que já encararam quando um aliado poderoso muda de lado.                                      |                  | |               |                                         |                                                                  |                    |                        |
| 239 | 14               | "Duas Espadas" "Two Swords" | Cole Sanchez  | Tom Herpich e Steve Wolfhard            | 23 de janeiro de 2017 6 de março de 2017 13 de julho de 2017     | 1042-248           | 0,88                   |
| Finn e Jake entram em conflito com um misterioso, mas familiar novo começo                                                                                 |                  | |               |                                         |                                                                  |                    |                        |
| 240 | 15               | "Nunca Causar Dano ou Mal(BR) Não Faças Mal (PT)" "Do No Harm"                                                                           | Cole Sanchez  | Emily Partridge e Laura Knetzger        | 23 de janeiro de 2017 6 de março de 2017 13 de julho de 2017     | 1042-249           | 0,88                   |
| Finn se altera no hospital doce quando Jake tenta se conectar com um de seus inesperados hóspedes                                                          |                  | |               |                                         |                                                                  |                    |                        |
| 241 | 16               | "Rodas" "Wheels" | Elizabeth Ito | Graham Falk e Charmaine Verhagen        | 24 de janeiro de 2017 13 de março de 2017 13 de julho de 2017    | 1042-245           | 0,91                   |
| Kim Ki Whan fica preocupado com o futuro de sua filha e pede para Jake alguns conselhos paternais.                                                         |                  | |               |                                         |                                                                  |                    |                        |
| 242 | 17               | "Grande Estranheza(BR) Alta Estranheza (PT)" "High Strangeness"                                                                          | Elizabeth Ito | Pendleton Ward e Sam Alden              | 25 de janeiro de 2017 20 de março de 2017 13 de julho de 2017    | 1042-246           | 0,95                   |
| Um encontro de outro mundo coloca Dona Tromba na trilha de uma conspiração no reino doce                                                                   |                  | |               |                                         |                                                                  |                    |                        |
| 243 | 18               | "Cavalo e Bola(BR) O Cavalo e a Bola (PT)" "Horse and Ball"                                                                              | Cole Sanchez  | Somvilay Xayaphone e Seo Kim            | 26 de janeiro de 2017 27 de março de 2017 13 de julho de 2017    | 1042-247           | 0,76                   |
| Quando um desastre acontece com James Baxter,cabe à Finn e Jake juntar os pedaços                                                                          |                  | |               |                                         |                                                                  |                    |                        |
| 244 | 19               | "Jujubinhas Poderosas(BR) As Gomas Têm Poder (PT)" "Jelly Beans Have Power"                                                              | Cole Sanchez  | Hanna K. Nyström e Aleks Sennwald       | 27 de janeiro de 2017 10 de março de 2018 13 de julho de 2017    | 1042-250           | 0,91                   |
| A Princesa Jujuba tenta cientificamente lutar contra o seu poder elemental quando se depara com uma entidade cristal                                       |                  | |               |                                         |                                                                  |                    |                        |
| 245 | 20               | "Ilhas Parte 1: O Convite" "Islands Part 1: The Invitation (Parte 1 da minissérie especial de Hora de Aventura)"                         | Elizabeth Ito | Sam Alden e Polly Guo                   | 30 de janeiro de 2017 10 de julho de 2017 19 de junho de 2017    | 1042-251           | 1,20                   |
| Finn conhece outros seres humanos e um membro importante de sua família pela primeira vez.                                                                 |                  | |               |                                         |                                                                  |                    |                        |
| 246 | 21               | "Ilhas Parte 2: Whipple, o Dragão Feliz" "Islands Part 2: Whipple the Happy Dragon (Parte 2 da minissérie especial de Hora de Aventura)" | Elizabeth Ito | Seo Kim e Somvilay Xayaphone            | 30 de janeiro de 2017 11 de julho de 2017 19 de junho de 2017    | 1042-252           | 1,20                   |
| Finn, Jake e Susana embarcaram em uma viagem oceânica cheia de maravilhas e perigo.                                                                        |                  | |               |                                         |                                                                  |                    |                        |
| 247 | 22               | "Ilhas Parte 3: Ilha Misteriosa" "Islands Part 3: Mysterious Island (Parte 3 da minissérie especial de Hora de Aventura)"                | Cole Sanchez  | Tom Herpich e Steve Wolfhard            | 31 de janeiro de 2017 12 de julho de 2017 20 de junho de 2017    | 1042-253           | 1,09                   |
| Depois de acordar sozinho e naufragado, Finn investiga uma ilha bizarra em busca de seus amigos.                                                           |                  | |               |                                         |                                                                  |                    |                        |
| 248 | 23               | "Ilhas Parte 4: Recursos Imaginários" "Islands Part 4: Imaginary Resources (Parte 4 da minissérie especial de Hora de Aventura)"         | Elizabeth Ito | Graham Falk e Pendleton Ward            | 31 de janeiro de 2017 13 de julho de 2017 20 de junho de 2017    | 1042-254           | 1,09                   |
| Finn e Jake viajam para uma terra onde a realidade foi redesenhada e melhorada.                                                                            |                  | |               |                                         |                                                                  |                    |                        |
| 249 | 24               | "Ilhas Parte 5: Esconde-Esconde" "Islands Part 5: Hide and Seek (Parte 5 da minissérie especial de Hora de Aventura)"                    | Elizabeth Ito | Hanna K. Nyström e Aleks Sennwald       | 1 de fevereiro de 2017 14 de julho de 2017 21 de junho de 2017   | 1042-255           | 1,01                   |
| Enquanto explora algumas ruínas futuristas, Susana vê vislumbres de uma menina familiar.                                                                   |                  | |               |                                         |                                                                  |                    |                        |
| 250 | 25               | "Ilhas Parte 6: Min & Marty" "Ilhas Part 6: Min & Marty (Parte 6 da minissérie especial de Hora de Aventura)"                            | Cole Sanchez  | Sam Alden e Kent Osborne                | 1 de fevereiro de 2017 17 de julho de 2017 21 de junho de 2017   | 1042-256           | 1,01                   |
| Uma revelação inesperada de Susana leva Finn mais perto de respostas sobre seu passado.                                                                    |                  | |               |                                         |                                                                  |                    |                        |
| 251 | 26               | "Ilhas Parte 7: Ajudantes(BR) Auxiliadores (PT)" "Islands Part 7: Helpers (Parte 7 da minissérie especial de Hora de Aventura)"          | Elizabeth Ito | Tom Herpich e Steve Wolfhard            | 2 de fevereiro de 2017 18 de julho de 2017 22 de junho de 2017   | 1042-257           | 1,00                   |
| Finn e seus amigos viajam até um último refúgio chamado: Ilhas fundadoras                                                                                  |                  | |               |                                         |                                                                  |                    |                        |
| 252 | 27               | "Ilhas Parte 8: A Nuvem de Luz" "Islands Part 8: The Light Cloud (Parte 8 da minissérie especial de Hora de Aventura)"                   | Cole Sanchez  | Graham Falk, Adam Muto e Aleks Sennwald | 2 de fevereiro de 2017 19 de julho de 2017 22 de junho de 2017   | 1042-258           | 1,00                   |
| Finn enfrenta o poder por trás das Ilhas Fundadoras, mas ele vai voltar para casa para Ooo?                                                                |                  | |               |                                         |                                                                  |                    |                        |

### 9.ª Temporada (EUA: 2017; Brasil: 2017-2018): Arco Finn e Elementos: Parte 2
| Episódio (série) | Episódio (temp.) | Título | Dirigida por  | Escrito e storyboards por         | Exibição original                                                | Código de produção | Audiência (em milhões) |
| --- | ---------------- | --- | ------------- | --------------------------------- | ---------------------------------------------------------------- | ------------------ | ---------------------- |
| 253 | 1                | "Orbe (BR) O Globo (PT)" "Orb" | Elizabeth Ito | Adam Muto e Aleks Sennwald        | 21 de abril de 2017 10 de março de 2018 12 de novembro de 2017   | 1042-259           | 0,71                   |
| Os sonhos de Finn, Jake e BMO caem sob a influência de um orbe misterioso.                                                 |                  | |               |                                   |                                                                  |                    |                        |
| 254 | 2                | "Elementos Parte 1: Ganchos Celestes(BR) Ganchos do Ar (PT)" "Elements Part 1: Skyhooks (Parte 1 da minissérie especial de Hora de Aventura)"                | Cole Sanchez  | Sam Alden e Polly Guo             | 24 de abril de 2017 6 de novembro de 2017 16 de outubro de 2017  | —                  | 0,83                   |
| Finn e Jake descobrem que várias mudanças radicais ocorreram em sua ausência                                               |                  | |               |                                   |                                                                  |                    |                        |
| 255 | 3                | "Elementos Parte 2: Sob Medida(BR) Destinados (PT)" "Elements Part 2: Bespoken For (Parte 2 da minissérie especial de Hora de Aventura)"                     | Elizabeth Ito | Seo Kim e Somvilay Xayaphone      | 24 de abril de 2017 7 de novembro de 2017 16 de outubro de 2017  | —                  | 0,83                   |
| O Rei Gelado conta uma história sobre drama, romance e moda masculina.                                                     |                  | |               |                                   |                                                                  |                    |                        |
| 256 | 4                | "Elementos Parte 3: Luz do Inverno(BR) Luz de Inverno (PT)" "Elements Part 3: Winter Light (Parte 3 da minissérie especial de Hora de Aventura)"             | Cole Sanchez  | Laura Knetzger e Steve Wolfhard   | 25 de abril de 2017 8 de novembro de 2017 17 de outubro de 2017  | —                  | 0,98                   |
| Finn, Jake e o Rei Gelado vão até o Reino Gelado para confrontar o responsável pelas mudanças.                             |                  | |               |                                   |                                                                  |                    |                        |
| 257 | 5                | "Elementos Parte 4: Nublado" "Elements Part 4: Cloudy (Parte 4 da minissérie especial de Hora de Aventura)"                                                  | Elizabeth Ito | Graham Falk e Kent Osborne        | 25 de abril de 2017 9 de novembro de 2017 17 de outubro de 2017  | —                  | 0,98                   |
| Finn e Jake precisam escapar do exílio em um céu sem fim antes que eles consigam restaurar Ooo                             |                  | |               |                                   |                                                                  |                    |                        |
| 258 | 6                | "Elementos Parte 5: Central da Gosma(BR) Central do Lodo (PT)" "Elements Part 5: Slime Central (Parte 5 da minissérie especial de Hora de Aventura)"         | Elizabeth Ito | Hanna K. Nyström e Aleks Sennwald | 26 de abril de 2017 10 de novembro de 2017 18 de outubro de 2017 | —                  | 0,92                   |
| Finn e Jake são obrigados a participar de uma batalha de skates no Reino Gosminha                                          |                  | |               |                                   |                                                                  |                    |                        |
| 259 | 7                | "Elementos Parte 6: Guerreiro Feliz(BR) O Apelo da Guerra (PT)" "Elements Part 6: Happy Warrior (Parte 6 da minissérie especial de Hora de Aventura)"        | Cole Sanchez  | Sam Alden e Polly Guo             | 26 de abril de 2017 13 de novembro de 2017 18 de outubro de 2017 | 1042-265           | 0,92                   |
| Finn e seus amigos travam uma difícil batalha no Reino de Fogo para encontrar a Princesa de Fogo                           |                  | |               |                                   |                                                                  |                    |                        |
| 260 | 8                | "Elementos Parte 7: Coração de Héroi" "Elements Part 7: Hero Heart (Parte 7 da minissérie especial de Hora de Aventura)"                                     | Elizabeth Ito | Seo Kim e Somvilay Xayaphone      | 27 de abril de 2017 14 de novembro de 2017 19 de outubro de 2017 | —                  | 0,90                   |
| Um herói inesperado deve dar um fim a uma guerra entre dois reinos.                                                        |                  | |               |                                   |                                                                  |                    |                        |
| 261 | 9                | "Elementos Parte 8: Ganchos Celestes II(BR) Ganchos do Ar, Parte 2 (PT)" "Elements Part 8: Skyhooks II (Parte 8 da minissérie especial de Hora de Aventura)" | Cole Sanchez  | Steve Wolfhard                    | 27 de abril de 2017 15 de novembro de 2017 19 de outubro de 2017 | —                  | 0,90                   |
| Finn e a Princesa Caroço precisam trabalhar juntos para desvendar o maior segredo da Terra de Ooo antes que o tempo acabe. |                  | |               |                                   |                                                                  |                    |                        |
| 262 | 10               | "Abstrato (BR) Abstrato (PT)" "Abstract" | Adam Muto     | Graham Falk e Laura Knetzger      | 17 de julho de 2017 16 de novembro de 2017 4 de novembro de 2017 | 1042-268           | 0,77                   |
| Enquanto Jake passa por algumas mudanças pessoais, ele é assombrado por um encontro sinistro com seu irmão Jermaine.       |                  | |               |                                   |                                                                  |                    |                        |
| 263 | 11               | "Papear (BR) Ketchup (PT)" "Ketchup" | Elizabeth Ito | Seo Kim e Somvilay Xayaphone      | 18 de julho de 2017 1 de maio de 2018 5 de novembro de 2017      | —                  | 0,67                   |
| Beemo e Marceline contam histórias sobre suas mais recentes aventuras.                                                     |                  | |               |                                   |                                                                  |                    |                        |
| 264 | 12               | "Fionna e Cake e Fionna (BR) A Fionna, o Cake e a Fionna (PT)" "Fionna and Cake and Fionna"                                                                  | Elizabeth Ito | Hanna K. Nyström e Aleks Sennwald | 19 de julho de 2017 17 de novembro de 2017 4 de novembro de 2017 | —                  | 0,69                   |
| Um crítico inesperado aparece na última leitura de histórias do Rei Gelado sobre Fionna e Cake.                            |                  | |               |                                   |                                                                  |                    |                        |
| 265 | 13               | "Sussuros (BR) Sussurros (PT)" "Whispers" | Cole Sanchez  | Sam Alden e Polly Guo             | 20 de julho de 2017 11 de março de 2018 5 de novembro de 2017    | —                  | 0,76                   |
| Enquanto vigia um assustado Sweet P, Finn é levado a um confronto com um velho inimigo.                                    |                  | |               |                                   |                                                                  |                    |                        |
| 266 | 14               | "Três Baldes (BR) Três Baldes (PT)" "Three Buckets" | Cole Sanchez  | Tom Herpich e Steve Wolfhard      | 21 de julho de 2017 11 de março de 2018 11 de novembro de 2017   | —                  | 0,85                   |
| A visita despreocupada de Finn e Fern a algumas ruínas torna-se um desastre.                                               |                  | |               |                                   |                                                                  |                    |                        |

### 10.ª Temporada (EUA: 2017-2018; Brasil: 2018): Arco Batalha Final
| Episódio (série) | Episódio (temp.) | Título | Dirigido por                  | Escrito e storyboards por                                                                                        | Exibição original                                                | Código de produção | Audiência (em milhões) |
| --- | ---------------- | --- | ----------------------------- | --- | ---------------------------------------------------------------- | ------------------ | ---------------------- |
| 267 | 1                | "A Caçada Selvagem (BR) A Caçada (PT)" "The Wild Hunt"                                                    | Cole Sanchez                  | Sam Alden, Erik Fountain e Polly Guo                                                                             | 17 de setembro de 2017 5 de março de 2018 9 de abril de 2019     | 1054-275           | 0,77                   |
| Uma criatura feroz está aterrorizando o Reino Doce, mas antes que Finn possa matar a besta, ele deve primeiro superar uma consciência culpada. |                  | |                               | |                                                                  |                    |                        |
| 268 | 2                | "BMO Vendedor (BR) BMO, o Caixeiro-Viajante (PT)" "Always BMO Closing"                                    | Diana Lafyatis                | Graham Falk e Kent Osborne                                                                                       | 17 de setembro de 2017 6 de março de 2018 8 de abril de 2019     | 1054-273           | 0,77                   |
| BMO e Rei Gelado atingiram a estrada como vendedores porta-a-porta e tropeçam em uma oportunidade irresistível. |                  | |                               | |                                                                  |                    |                        |
| 269 | 3                | "Filho do Urso Rapper (BR) O Filho do Urso do Rap (PT)" "Son of Rap Bear"                                 | Diana Lafyatis                | Seo Kim e Somvilay Xayaphone                                                                                     | 17 de setembro de 2017 7 de março de 2018 9 de abril de 2019     | 1054-276           | 0,77                   |
| Quando a Princesa de Fogo é persuadida em uma grande luta contra o indomável Filho do Rap Urso, Finn deve ajudá-la a procurar uma nova estratégia. |                  | |                               | |                                                                  |                    |                        |
| 270 | 4                | "Bonnibel Jujuba (BR) Bonnibel Chiclete (PT)" "Bonnibel Bubblegum"                                        | Diana Lafyatis                | Hanna K. Nyström e Aleks Sennwald                                                                                | 17 de setembro de 2017 8 de março de 2018 8 de abril de 2019     | 1054-274           | 0,77                   |
| Um artefato perdido há muito tempo faz com que a Princesa Jujuba atinja a criação do Reino dos Doces. |                  | |                               | |                                                                  |                    |                        |
| 271 | 5                | "Dezessete (BR) Dezassete (PT)" "Seventeen"                                                               | Cole Sanchez                  | Seo Kim e Somvilay Xayaphone                                                                                     | 17 de dezembro de 2017 1 de maio de 2018 12 de abril de 2019     | por anunciar       | 0,76                   |
| No aniversário de 17 anos de Finn, Fern volta com uma nova aparência. |                  | |                               | |                                                                  |                    |                        |
| 272 | 6                | "Anel de Fogo (BR) O Anel de Fogo (PT)" "Ring of Fire"                                                    | Cole Sanchez                  | Graham Falk e Adam Muto                                                                                          | 17 de dezembro de 2017 1 de maio de 2018 10 de abril de 2019     | por anunciar       | 0,76                   |
| Quando uma chama velha vem chamar de negócios urgentes, Dona Tromba reconsidera tanto seu passado selvagem como seu presente tranquilo. |                  | |                               | |                                                                  |                    |                        |
| 273 | 7                | "Marcy e Hunson (BR)/(PT)" "Marcy & Hunson"                                                               | Cole Sanchez                  | Graham Falk e Adam Muto                                                                                          | 17 de dezembro de 2017 1 de maio de 2018 10 de abril de 2019     | 1054-278           | 0,76                   |
| Hunson vem para Ooo ver Marceline em seu Show. |                  | |                               | |                                                                  |                    |                        |
| 274 | 8                | "A Primeira Investigação (BR)/(PT)" "The First Investigation"                                             | Cole Sanchez                  | Hanna K. Nyström e Aleks Sennwald                                                                                | 17 de dezembro de 2017 1 de maio de 2018 11 de abril de 2019     | por anunciar       | 0,76                   |
| Finn e Jake são encarregados de investigar relatórios de uma assombração no antigo escritório de Joshua e Margaret. |                  | |                               | |                                                                  |                    |                        |
| 275 | 9                | "Blenanas (BR)/(PT)" "Blenanas"                                                                           | Diana Lafyatis                | Patrick McHale e Patrick McHale                                                                                  | 18 de março de 2018 19 de agosto de 2018 11 de abril de 2019     | por anunciar       | 0,53                   |
| Depois que Finn produz uma obra literária que é criticada por aqueles ao seu redor, ele promete provar a seus críticos que eles estão errados. |                  | |                               | |                                                                  |                    |                        |
| 276 | 10               | "Jake Filho das Estrelas (BR) Jake das Estrelas (PT)" "Jake the Starchild"                                | Cole Sanchez                  | Hanna K. Nyström e Aleks Sennwald                                                                                | 18 de março de 2018 19 de agosto de 2018 12 de abril de 2019     | por anunciar       | 0,53                   |
| Jake é levado por um alienígena estranho e deslocador de forma a poder cumprir seu destino. |                  | |                               | |                                                                  |                    |                        |
| 277 | 11               | "Templo de Marte (BR) O Templo de Marte (PT)" "Temple of Mars"                                            | Diana Lafyatis                | Tom Herpich e Steve Wolfhard                                                                                     | 18 de março de 2018 19 de agosto de 2018 12 de abril de 2019     | por anunciar       | 0,53                   |
| Finn e Jermaine viajam para Marte em uma tentativa de tentar resgatar Jake, mas os dois logo são forçados a sobreviver a uma armadilha mental marciana junto com Betty. |                  | |                               | |                                                                  |                    |                        |
| 278 | 12               | "Gumbaldia (BR) Chiclolândia (PT)" "Gumbaldia"                                                            | Diana Lafyatis                | Sam Alden e Graham Falk                                                                                          | 18 de março de 2018 19 de agosto de 2018 12 de abril de 2019     | por anunciar       | 0,53                   |
| Finn e Jake fazem o papel dos embaixadores do Reino Doce e viajam para uma cidade-estado recém-formada na tentativa de evitar uma guerra. |                  | |                               | |                                                                  |                    |                        |
| 279282 | 1316             | "Venha Comigo (BR) Vamos Passear (PT)" "Come Along with Me (3.º Especial) e (último de Hora de Aventura)" | Cole Sanchez e Diana Lafyatis | Tom Herpich e Steve WolfhardSeo Kim e Somvilay XayaphoneHanna K. Nyström e Aleks SennwaldSam Alden e Graham Falk | 3 de setembro de 2018 23 de setembro de 2018 13 de abril de 2019 | por anunciar       | 0,92                   |
| O destino de Ooo é revelado a dois aventureiros em um futuro distante. Princesa Jujuba reúne seus aliados enquanto Finn e Jake tentam evitar uma guerra de grandes proporções. Uma entidade maligna e poderosa é libertada sobre Ooo. Parte 1: No futuro distante, Shermy e Beth a Princesa Cachorrinha correm por aí no que resta de Ooo. Eles encontram o braço robótico de Finn e decidem levá-lo para o Rei de Ooo, que é o BMO. O robô conta-lhes a história da Grande Guerra de Chiclete: Pouco antes de a guerra começar, Finn e Jake tentam convencer a Princesa Jujuba a reconsiderar depois de ver o Homem Normal, Betty e Maja fazendo algum tipo de feitiço. Marceline também questiona os motivos de Princesa Jujuba, mas a constante espionagem de Gumbald a leva a seguir em frente. Assim como a batalha está prestes a começar, Finn tem outra ideia e ele Jake, Princesa Jujuba, Gumbald e Fern tentam ter uma discussão civil. Quando isso não funciona, Jake joga o suco de pesadelo do episódio Orb e todos eles ficam inconscientes. Parte 2: No mundo dos sonhos, Gumbald abandona Fern, que começa a lutar contra Finn, enquanto ele tenta se levantar, mas é interrompido por Princesa Jujuba. Gumbald e Princesa Jujuba trocam de lugar e começam a ver as coisas da perspectiva um do outro. Fern se recusa a acreditar que Finn sofreu dor, então Jake se aventura no subconsciente de Finn para buscar seu cofre. Finn fica cara a cara com o demônio da grama e o destrói, libertando Fern de sua influência, enquanto Princesa Jujuba e Gumbald se recuperam. Todos acordam, mas a tia Lolly transforma Gumbald com o suco dum dum porque ele "nunca foi o tipo de epifania". Enquanto eles se estabelecem em dois reinos de doces, Homem Normal chega com GOLB aparecendo. Parte 3: GOLB envia seus monstros para atacar os heróis, enquanto o Homem Normal tenta fazer com que Rei Gelado converse com Betty, que está em transe. Apesar de quase sucesso, o rude despertar de Betty faz com que Maja exploda e ela e Rei Gelado são devorados por GOLB com Finn pulando atrás deles e perdendo seu braço robótico. Como eles estão sendo lentamente digeridos, Rei Gelado se torna Simon e ele e Betty fazem as pazes. Do lado de fora, os heróis tentam lutar contra os monstros e o infectado Guardião Chiclete com Marceline se transformando em uma fera gigante e derruba um deles. Depois, ela e Princesa Jujuba confessam seu amor uma pela outra e se beijam. Todo mundo está gravemente ferido deixando Jake para tentar derrubar o Guardião Chiclete, mas ele está atrasado demais para salvar a casa da árvore. Parte 4: BMO consola Jake com uma música e eles descobrem que a harmonia da música repele e enfraquece GOLB e seus monstros e eles fazem todo mundo cantar. Dentro do GOLB, Finn, Simon e Betty ouvem a música, que forma uma saída dentro do GOLB, mas Betty fica para trás quando a coroa do Rei Gelado é ativada. Ela tenta desejar que GOLB vá embora, mas isso não funciona e ela prefere que Simon esteja seguro. Do lado de fora, todo mundo assiste enquanto os monstros desaparecem e GOLB ganha uma forma humanóide. Fern finalmente se desintegra e Finn planta sua semente nos restos da casa da árvore, onde uma nova árvore cresce imediatamente. BMO termina sua história quando Shermy e Beth saem e percebem que eles sabem onde fica a árvore Fern. A sequência final mostra o Buraco Musical cantando o tema de encerramento do show "Venha comigo", enquanto uma montagem de todos os personagens e seus destinos são mostrados. Intercaladas ao longo desta montagem estão fotos de Shermy e Beth subindo na árvore; quando encontram a Espada Finn, recriam a pose familiar de Finn e Jake da Abertura. Nota: A Cartoon Network deu um subtítulo para o último episódio intitulado "The Ultimate Adventure", no Brasil ficou intitulado "A Aventura Extrema" e em Portugal ficou intitulado "A Aventura Definitiva". Os episódios da 10.ª temporada foram postados primeiramente no CN Premium em Portugal. |                  | |                               | |                                                                  |                    |                        |

## Curtas (EUA: 2012-2016; Brasil: 2016-2018)
| # | Título | Escrito e storyboards por | Exibição original     | Exibição no Brasil            | Exibição em Portugal |
| --- | --- | ------------------------- | --------------------- | ----------------------------- | -------------------- |
| DVD | "The Wand" | Tom Herpich               | 10 de julho de 2012   | por anunciar                  |                      |
| Finn e Jake devem juntar-se ao o Rei Gelado para parar uma varinha maluca. - Nota: Esse curta animado foi lançado junto com um DVD da primeira temporada. | |                           |                       |                               |                      |
| 1 | "Tudo Bem Sem Rato (BR) "Tudo Acaba Bem e Ratos Também (PT) "All's Well That Rats Swell"                            | Steve Wolfhard            | 6 de julho de 2015    | 19 de agosto de 2016          |                      |
| Beemo fica realmente muito bravo e enfrenta um rato que está na cozinha comendo a farinha.                                                                | |                           |                       |                               |                      |
| 2 | "Você viu a Bagunca dos Bolinhos? (BR) "Mixórdia de Muffins (PT) "Have You Seen the Muffin Mess"                    | Steve Wolfhard            | 3 de agosto de 2015   | 30 de setembro de 2016        |                      |
| As panquecas da Princesa Jujuba estão fora de controle! Só o Finn e o Jake poderão ajudá-la.                                                              | |                           |                       |                               |                      |
| 3 | "Por que não gosta de Maçãs?(BR) "Porcos e Maçãs (PT) "Sow, Do You Like Them Apples"                                | Geneva Hodgson            | 1 de outubro de 2015  | 2 de dezembro de 2016         |                      |
| O Rei Gelado tem vontade de bacon, mas incomodar um porco não ajudará ele a conseguir seu objetivo.                                                       | |                           |                       |                               |                      |
| 4 | "O Presente do Ceifador (BR) "O Presente Certo (PT) "The Gift That Reaps Giving"                                    | Polly Guo                 | 1 de novembro de 2015 | 11 de novembro de 2016        |                      |
| Morte procura um presente de aniversário para a sua namorada, Vida.                                                                                       | |                           |                       |                               |                      |
| 5 | "Temporada de Sapo: Primavera (BR) Época dos Sapos: Primavera(PT) Frog Seasons: Spring"                             | Hanna K. Nyström          | 2 de abril de 2016    | 23 de dezembro de 2016        |                      |
| Todos queremos saber o que irá acontecer quando o sapo vestir a coroa. Façam suas apostas.                                                                | |                           |                       |                               |                      |
| 6 | "Temporada de Sapo: Verão (BR) Época dos Sapos: Verão(PT) Frog Seasons, Summer"                                     | Adam Muto                 | 9 de abril de 2016    | 1 de fevereiro de 2018 (CNGO) |                      |
| Finn e Jake seguem um sapo que carrega uma coroa pelo verão.                                                                                              | |                           |                       |                               |                      |
| 7 | "Temporada de Sapo: Outono (BR) Época dos Sapos: Outono(PT) Frog Seasons: Autumn"                                   | Hanna K. Nyström          | 16 de abril de 2016   | 1 de fevereiro de 2018 (CNGO) |                      |
| Finn e Jake seguem um sapo que carrega uma coroa pelo outono.                                                                                             | |                           |                       |                               |                      |
| 8 | "Temporada de Sapo: Inverno (BR) Época dos Sapos: Inverno(PT) Frog Seasons: Winter"                                 | Adam Muto                 | 23 de abril de 2016   | 1 de fevereiro de 2018 (CNGO) |                      |
| Finn e Jake seguem um sapo que carrega uma coroa pelo inverno.                                                                                            | |                           |                       |                               |                      |
| 9 | "Temporada de Sapo: Primavera Outra Vez (BR) Época dos Sapos: Primavera (De Novo)(PT) Frog Seasons, Spring (Again)" | Hanna K. Nyström          | 2 de setembro de 2016 | 1 de fevereiro de 2018 (CNGO) |                      |
| Finn e Jake seguem um sapo que carrega uma coroa pela primavera (outra vez).                                                                              | |                           |                       |                               |                      |

## Especial

### Diamantes e Limões (EUA/Brasil: 2018)
| Episódio (série especial) | Episódio (temp. especial) | Título                                             | Dirigido por | Escrito e storyboards por          | Exibição original                                             | Código de produção | Audiência (em milhões) |
| --- | ------------------------- | -------------------------------------------------- | ------------ | ---------------------------------- | ------------------------------------------------------------- | ------------------ | ---------------------- |
| 283 | 1                         | "Diamantes e Limões (BR/PT)" "Diamonds and Lemons" | Adam Muto    | Hanna K. Nyström e Anna Syvertsson | 20 de julho de 2018 25 de agosto de 2018 11 de agosto de 2018 | por anunciar-289   | 1,02                   |
| Em uma versão Minecraft de Ooo, Finn entrega um balde de água para Jake, que está minerando por diamantes. Depois de coletar um carrinho inteiro cheio deles, Jake começa a jogá-los na lava, perturbando Finn, que acha que eles deveriam ser usados para algo mais útil. Finn leva um diamante para a Princesa Jujuba e Marceline, que estão construindo um moinho de vento, sobre seu objetivo e Princesa Jujuba cria um fogo de artifício com ele. Lemongrab, entretanto, tenta cultivar um limoeiro, mas é muito incompetente, então Princesa Jujuba e Marceline lhe dão farinha de osso para fazê-lo crescer mais rápido. Finn pede uma torta de maçã da Dona Tromba, mas ela só tem abóboras e lhe dá uma, bem como uma torta. A caminho de casa, ele encontra um Enderman. Princesa Caroço aparece e de tanto falar acaba deixando Enderman entediado e Rei Gelado tenta "lamentar" Finn roubando a abóbora de Finn, mas incorre na ira de Enderman. No dia seguinte, a árvore de Lemongrab acaba crescendo maçãs, irritando-o, mas agradando os Troncos de Árvore. Finn mostra o fogo de artifício para Jake, que faz um buraco no teto da caverna, mas deixa Jake feliz de qualquer maneira. Durante os créditos, Princesa Jujuba e Marceline completam a construção, Dona Tromba faz tortas de maçã, Rei Gelado cria uma pequena fortaleza com medo e o Enderman cria um amigo Snow Golem com a abóbora que ele roubou de Rei Gelado, que pode ser uma referência para o monstro da neve que apareceu no episódio Obrigado. |                           |                                                    |              |                                    |                                                               |                    |                        |